# Елатьма
Ела́тьма — посёлок городского типа в Касимовском районе Рязанской области, административный центр Елатомского городского поселения.
Расположен на левом берегу реки Оки, в 206 км от Рязани, в 23 км от Касимова. Население — 3193 чел. (2023).

## Этимология
ЕЛАТЬМА… Не знаю, как кому, но мне в этом слове слышится таинственный шёпот дождя в дремучем, пронизанном запахом хвои бору. Елей — тьма, елей — тьма…
— В. И. Яковлев
Время основания Елатьмы и объяснение её названия точно не установлены.
В старину город назывался Елатомъ, что нашло отражение в именовании местных жителей: елатомец, елатомка, елатомцы. Несколько ранее употреблялось и название в стиле русского церковно-славянского языка: Гелатьма.
Существует множество версий происхождения названия — от легендарных до вполне приемлемых наукой.
Легендарные версии
«Ели» и «тьма». Согласно преданию, на месте посёлка прежде росли высокие и густые ели, под которыми внизу всегда стояла темень, темнота: ЕЛИ + ТЬМА = ЕЛАТЬМА. В несколько иной трактовке: на месте посёлка прежде стоял громадный лес, в котором росли одни ели, и их было видимо-невидимо, то есть «тьма». Отсюда, якобы, и пошло название образовавшегося поселения: ЕЛЕЙ ТЬМА — ЕЛАТЬМА.
Место, из которого идёт сигнал об опасности. По-татарски «елатом» якобы означает место, из которого идёт сигнал об опасности, вроде русского «набата» или «сполоха». Елатомцы имеют обыкновение указывать на островок в центре пруда — остатка крепостного рва: в ветхозаветные времена на нём находилась вышка, с которой и подавался тревожный сигнал.
Имя местной знатной жительницы. «Елатьма. Этотъ городъ основанъ въ 1381 году татарами и мещерою; названiе свое онъ получилъ отъ мещерской княгини Елатьмы, имѣвшей здѣсь свое пребыванiе и участвовавшей въ его построенiи». На протяжении веков от поколения к поколению передаётся, что Елатома (в ходу варианты: Елата, Елатом, Елатма или даже Елатьма) — это имя татарской, мордовской или мещерской царицы или княгини, которая проживала в здешних краях. Её имя перешло на посёлок.
«Алла тама». В стародавние времена местные татары превратили христианскую церковь в свою мечеть. Русские жители, услышав призыв муллы с новоявленного минарета — «Алм-иль Аллах!», изумлённо закричали: «Алла тама!» Отсюда и получилось — Елатьма.
Место, удобное для жилья. "Елатма или Елатомъ принадлежитъ к числу старѣйшихъ городовъ Тамбовской губернiи и, по всей вѣроятности, началомъ своимъ обязана кореннымъ обитателямъ здѣшняго края — Мещерѣ. Самое названiе этого города весьма удачно объясняется изъ финскихъ нарѣчiй: слова Elato-ma — значитъ «земля или мѣсто удобное для жительства». Предположительно, название Елатьмы происходит от финского слова «елатом», что в переводе на русский язык означает «место, удобное для жилья». Однако в современном финском языке нет такого слова, есть «еляма» (фин. elämä), что означает «жизнь». Но у их северных соседей, у саамов (лопарей), есть более близкое слово — «елет» (иногда — «елат»), то есть «обжитое, жилое». Чаще всего оно прилагается к реке, озеру или местности.
Бойкое место. «Елатьма» в переводе с татарского означает «бойкое место».
«Тьма» как мера количества и территориальная единица. В современном словаре русского языка термин «тьма» толкуется так: «тьма — в древнерусском счёте: сто, тысяча, сотни тысяч» (более того, существуют понятия собственно «тьма», «тьма тем», «тьма великая» и «тьма тьмущая»). Есть и другие определения, но они также связаны с количеством. В документах же XIV века этот термин встречается и в ином смысле — как территориальная единица: «Киевская тьма», «Володимирская тьма», «Великого Луцкая тьма», «Сараева сына Егалтанова тьма».
Тьма Елы. Ещё одна легенда связывает название с неким татарином по имени Ела, командиром тысячного войска. «Тысяча» по-татарски «тьма». А отсюда следует: войско Елы, или тысяча Елы, — это ТЬМА ЕЛЫ, ЕЛЫ ТЬМА — Елатьма (см. также: темник).
Останемся!.. Частые подтопления Старого Кадома во время весенних разливов Мокши привели, в конце концов, к переносу населённого пункта на новое место. «Предки были, видно благоразумны, что съ досады на скверное свое положенiе, бросили пепелище, заклеймивъ его названiемъ „Кадома“ и избравъ другое, гдѣ остались, давъ прозвище „Латтама“ (останемся!), откуда явилась уже Елатома».
Версии профессионалов
Достаточно очевидно, что название имеет иноязычное происхождение.
В. Н. Татищев пытался объяснить его на материале татарского и калмыцкого языков: «Город в Месчере, провинции Шатской, на реке. Имя татарское Еглатм — не застав кликать, в калмыцком Елатма — хвастун, самохваст».
А. Ф. Леопольдов считал, что оно пришло от татар или мордвы: «Названiе Елатьмы, надобно полагать, или Татарское, или Мордовское. Нѣкоторые мѣстные филологи видятъ в немъ Русское слово тьма, мракъ, объясняя, что тамошнiй край, до водворенiя в немъ Христiанской вѣры, покрытъ былъ тьмою язычества. Но другое слово, приставленное къ нему Ела, отнимаетъ вѣроятiе такого словопроизводства».
Л. А. Воейков — от финно-угорского племени мещеры, обитавшего в Среднем Поочье: «Въ Мещерѣ находился между прочимъ городъ Елатьма. Происхожденiе его названiя, удачно объясненное изъ финскаго нарѣчiя Elato-ma, то есть земля или мѣсто, удобное для жительства, заставляетъ предполагать, что онъ началомъ своимъ обязанъ кореннымъ жителямъ края — Мещерѣ; но когда основанъ неизвѣстно».
В. А. Никонов предполагает происхождение названия из поволжско-финского языка, из которого развились марийский и мордовские языки: «Группа названий в этой части Поочья, объясняемых из современного марийского языка, позволяет предположить происхождение названия Елатьма из поволжско-финского языка, из которого развились мордовские языки и марийский: марийск. йулалтымс — „сожжённый, выжженный“ — могло означать место, расчищенное от леса. Окончание -ма могло быть и не исконным — название употреблялось и в форме Елатом».
Г. П. Смолицкая сближает наименование населённого пункта с древним формантным типом гидронимов на -ма: «Происхождение и значение топонима точно не известно. Судя по формату -ма, оно относится к древнему типу гидронимов (как и соседняя Лашма). Тип этих гидронимов совпадает в нижнем левобережном Поочье с ареалом археологической дьяковской культуры, относящейся к I тыс. до н. э. — первой половине I тыс. н. э.»; «В Рязанской области есть достаточно большое количество названий, „возраст“ которых уходит в I-е тысячелетие до н. э. и в начало н. э. Это топонимы на -ма, -ша: Елатьма и Лашма в Касимовском районе, Нарма, Савватьма — в Ермишинском районе, Вопша — в Шацком районе. Сюда же, видимо, относится и Солотча, которое имело более раннюю форму Солодша. Современная наука не может разгадать эти названия, но есть основания считать: элементы „кса“, „кша“, „ма“ в неизвестных нам языках имели значение „вода“, „река“».
 Параллели с существующими названиями
Топонимы из разряда окончаний на «-ма» (либо «-тьма»): Велетьма — селение и река, Потьма, Савватьма, Тотьма, Челатьма; из разряда начинающихся на «Ел-» (связано с рекой): Елань, Елаур, Ельтма, …

## История

### Административная принадлежность
Елатьма впервые упоминается в 1381 году, когда московский князь Дмитрий Донской купил Елатьму и ещё два города у мещерского князя Александра Уковича.
По первому разделению России на губернии в 1708 году город Елатьма был приписан к Казанской губернии (ПСЗРИ, 1708, Закон № 2218; см. также: ЭСБЕ). В 1719 году его причислили к Шацкой провинции уже Азовской губернии (ПСЗРИ, 1719, Закон № 3380). Последняя в 1725 году была переименована в Воронежскую (ПСЗРИ, 1725, Закон № 4700; см. также: ЭСБЕ).
В 1729 году в Елатьме были упразднены воеводы, а сам город приписан к расположенному поблизости городу Касимову Шацкой провинции (ПСЗРИ, 1729, Закон № 5477). При учреждении в 1778 году Рязанского наместничества Елатьма и Елатомский уезд вошли в его состав (ПСЗРИ, 1778, Закон № 14786). С 1779 года Елатьма — уездный город Тамбовского наместничества (ПСЗРИ, 1779, Закон № 14917). В 1796 году Тамбовское наместничество стало именоваться губернией (ПСЗРИ, 1796, Закон № 17634; см. также: ЭСБЕ).
С 1796 по 1923 год город был центром Елатомского уезда Тамбовской губернии, исключая непродолжительный период в четыре года: в 1798 году Елатьма оставлена за штатом (ПСЗРИ, 1798, Закон № 18482), а в 1802 году восстановлена в качестве уездного города (ПСЗРИ, 1802, Закон № 20245). Затем уезд был передан в Рязанскую губернию.
20 февраля 1924 года Елатомский уезд был упразднён, после чего семь волостей бывшего уезда включены в состав Касимовского уезда и двадцать шесть волостей — в состав Шацкого уезда. После выполненного в 1925 году укрупнения в состав Касимовского уезда входили четыре волости, одна из которых — Елатомская.
В 1926 году Елатьма утратила статус города.
В 1929 году село Елатьма становится районным центром в составе Рязанского округа Московской области.
30 июня 1930 года Елатомский район перешёл в прямое подчинение Московской области, а с 1937 года — во вновь созданной Рязанской области. 11 сентября 1958 года Елатьма преобразована в посёлок городского типа. 15 сентября 1963 года в рамках реформы административно-территориального деления в СССР Елатомский район был упразднён с включением его территории в состав Касимовского района.
Елатомское городское поселение образовано в 2004 году путём реорганизации администрации п. г. т. Елатьма и присоединения к ней Зареченского сельского округа.

### Упоминания в летописях и описаниях путешественников

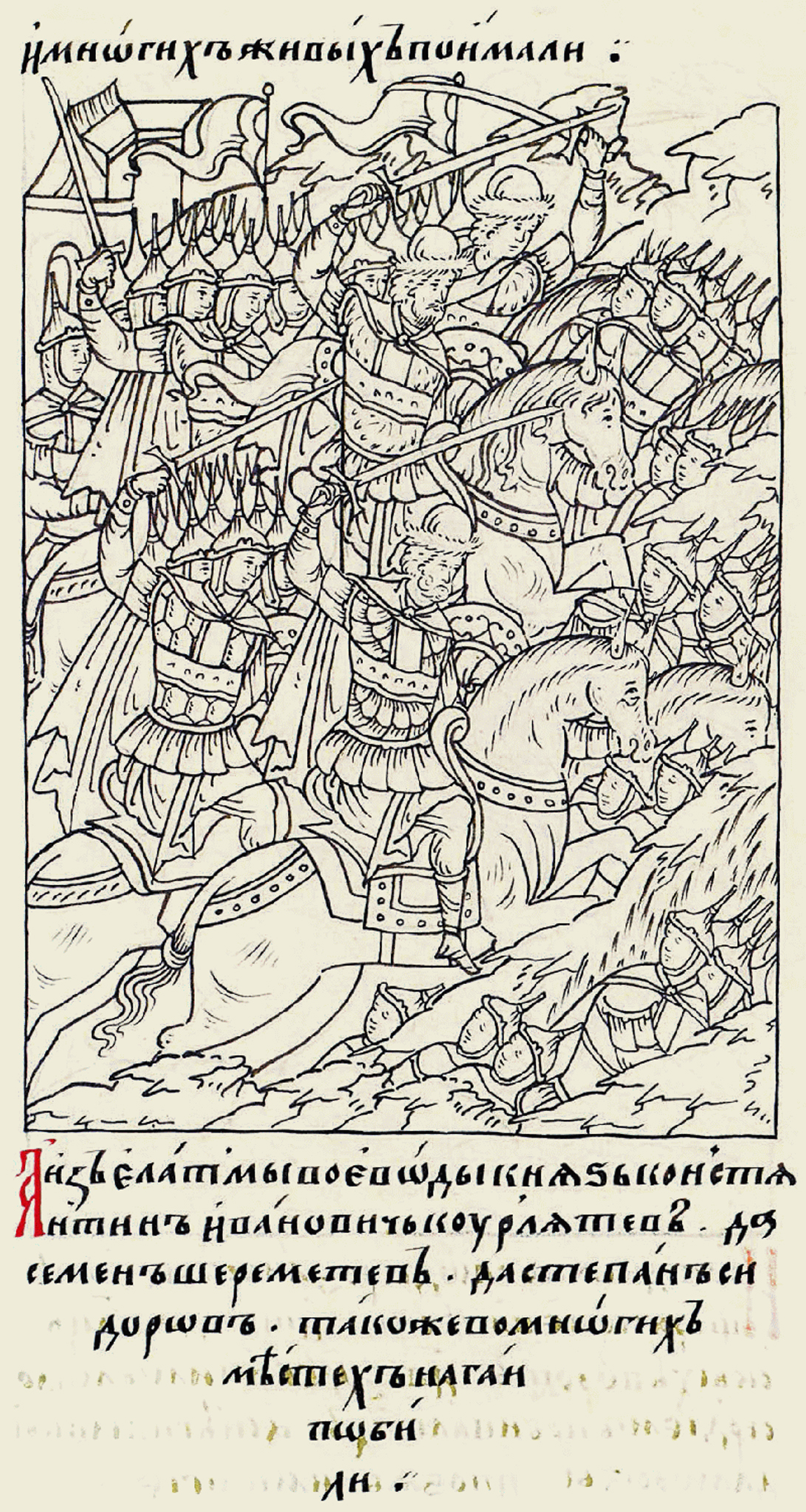
Лицевой летописный свод

1537 год: участие в отражении набега казанского царя. «В лета 7045 царь казанской зиме, генваря, на всеедной неделе под Муром приходил, посады под Муромом и сел и деревень пожег, от Мурома и до Новагорода воевал. И ходил за царем из Елатьмы князь Михайло Кубенской, а из Володимеря князь Роман Одоевской да Василей Шереметев, а из Мурома князь Михайло Курбской, тот передовой полк».
1551 год (7059 по древнерусскому летоисчислению): победа над ногайскими мурзами. «А из Елатьмы воеводы, князь Константин Иванович Курлятев да Семён Шереметев, да Степан Сидоров также во многих местах ногайцев побили».
1623 год: путешествие купца Федота Котова. «От Касымова до Мурома 70 верст горами, а Окою рекою 150 верст. А по дороге городище стоит на луговой стороне, а зовут Елатма, тут посады».
Не позднее 1627 года: Книга Большому чертежу. «А Унжа пала съ вышней стороны подъ городомъ [подъ] Елатмою, съ лѣвой стороны Оки. Городъ Елатма отъ Касимова 20 верстъ. А ниже Елатмы 50 верстъ, на Окѣ, городъ Муромъ».
1636 год: путешествие Адама Олеария. «Елатьма, л., въ 3-хъ верстахъ. Послѣдняя — большая деревня, заключающая въ себѣ 300 крестьянъ; принадлежала она боярину Өедору Ивановичу Шереметеву».
1703 год: путешествие Корнилия де Бруина. «Ночью миновали мы ещё нѣсколько селъ, и 2-го Мая, утромъ, достигли до Елатьмы (Alaetma), находящейся въ 60-ти верстахъ отъ Касимова. Городъ этотъ стоитъ на вершинѣ горы и значительно продвигается внутрь страны, такимъ образомъ, что съ рѣки, на лѣвом берегу коей къ югу лежитъ, всего его видѣть не возможно. Онъ довольно обширенъ, съ 8-ю церквами, и нѣсколько каменныхъ домовъ его расположено вдоль лѣваго берега рѣки. Онъ окруженъ многими деревнями, а частью лѣсомъ, и представляетъ съ обѣихъ своихъ сторонъ довольно красивый видъ, а далѣе виднѣлись ещё многiя селенiя».

### Некоторые события

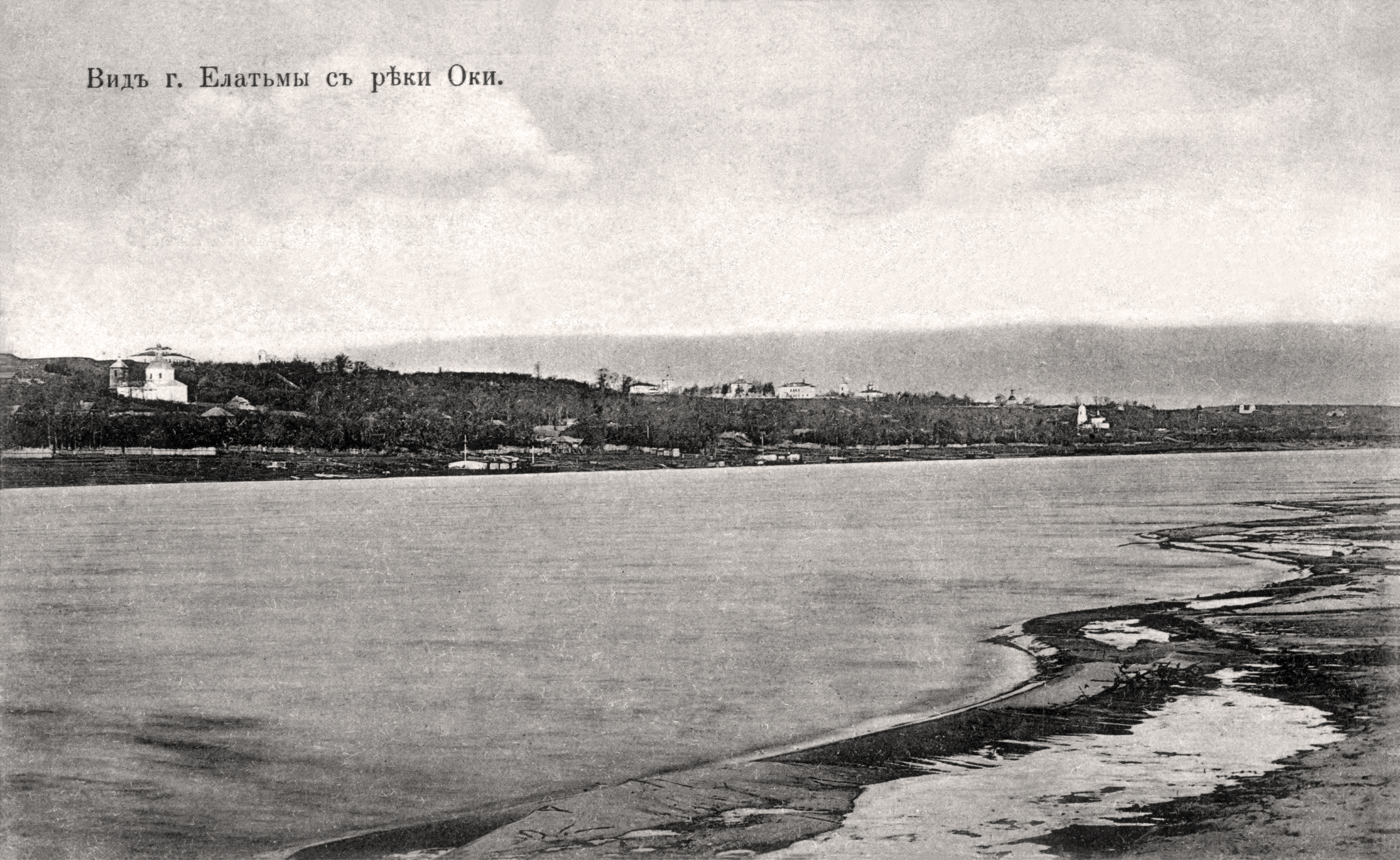
Елатьма, начало XX века

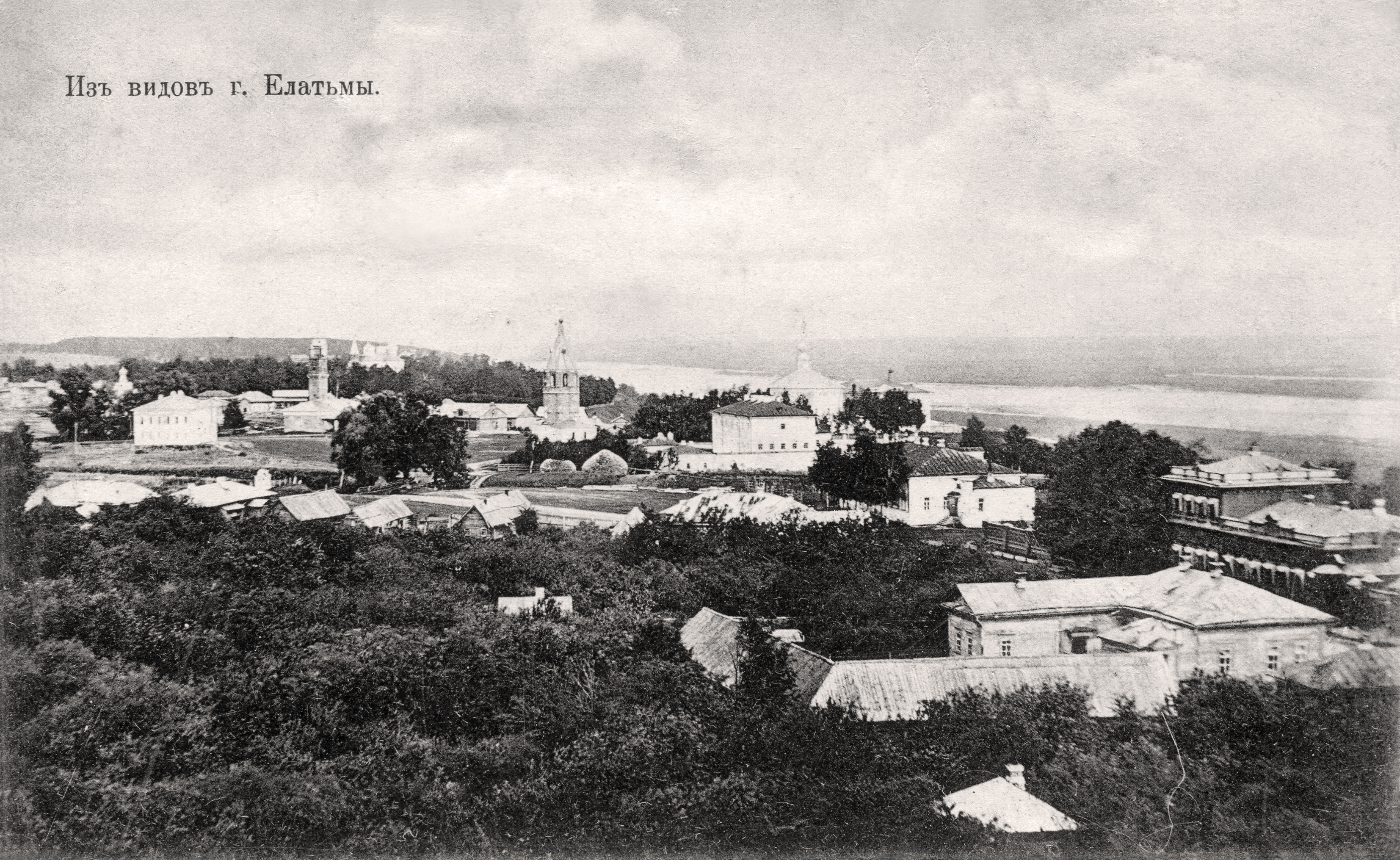
Елатьма, начало XX века

1691 год (7199 по древнерусскому летоисчислению): визит архиепископа. Архиепископ Рязанский Авраамий в 1691 году «въ Елатмѣ августа 1 утромъ ходилъ изъ Казанской церкви на iордань и святилъ воду, служилъ въ Преображенской церкви обѣдню и былъ въ монастыряхъ».
Пребывание монарших особ в окрестностях Елатьмы. 10.05.1695. Ночью прошли Андреяновскую мужскую пустынь, город Гелатьму. Согласно преданию, шестью годами раньше — в мае 1689 года — Пётр I обратил внимание на возвышавшийся над окружавшей растительностью массив заречного леса и повелел заповедать его для нужд российского флота с категорическим запретом рубки деревьев — с этого времени урочищу дали название Заповедь. 24.05.1722. Пётр с эскадрой пошли поутру в 7-м часу, в 6-м часу пополудни пришли к Елатьме (60 вёрст от Касимова) и тут стояли час для перемены гребцов, потом пошли дальше и шли всю ночь и день. Записи расходов: 90 мужикам, которые от Касимова до Елатьмы 60 вёрст гребли на галере Его величества, по 4 алтыну на человека; Екатерина дала денег в Елатьме соборному священнику, а также игумену с братией монастыря Рождества Богородицы. Дана резолюция на челобитную крестьянина Антона Иванова (обвинение мирского старосты Родиона Никитина в излишних сборах) с предписанием шацкому воеводе Адриану Титовичу Раевскому расследовать это дело и виновных послать «в каторжную работу в Питербурх вечно».

## Официальные символы

### Герб Елатьмы
Елатьма вошла в узкий круг городов Российской империи, которым на весьма короткой временной дистанции в два с половиной года был дважды пожалован герб.
Первый герб Елатьмы был Высочайше утверждён в 1779 году императрицей Екатериной II вместе с другими гербами городов Рязанского наместничества (ПСЗРИ, 1779, Закон № 14884).
В 1781 году императрицей Екатериной II вместе с другими гербами городов Тамбовского наместничества был Высочайше утверждён новый герб Елатьмы (ПСЗРИ, 1781, Закон № 15210), являвшийся официальным символом города вплоть до Великой Октябрьской социалистической революции.
Описание исторического герба Елатьмы:

…въ голубомъ полѣ распростертый на мачтѣ серебряный парусъ съ золотыми веревками, означающій, что въ семъ городѣ обогащаются славными своими парусными полотнами.

Современный герб Елатьмы был утверждён и подтверждён решениями Совета депутатов МО ЕГП. Герб Елатьмы внесён в Государственный геральдический регистр РФ под № 2234.
Значки с изображением герба Елатьмы

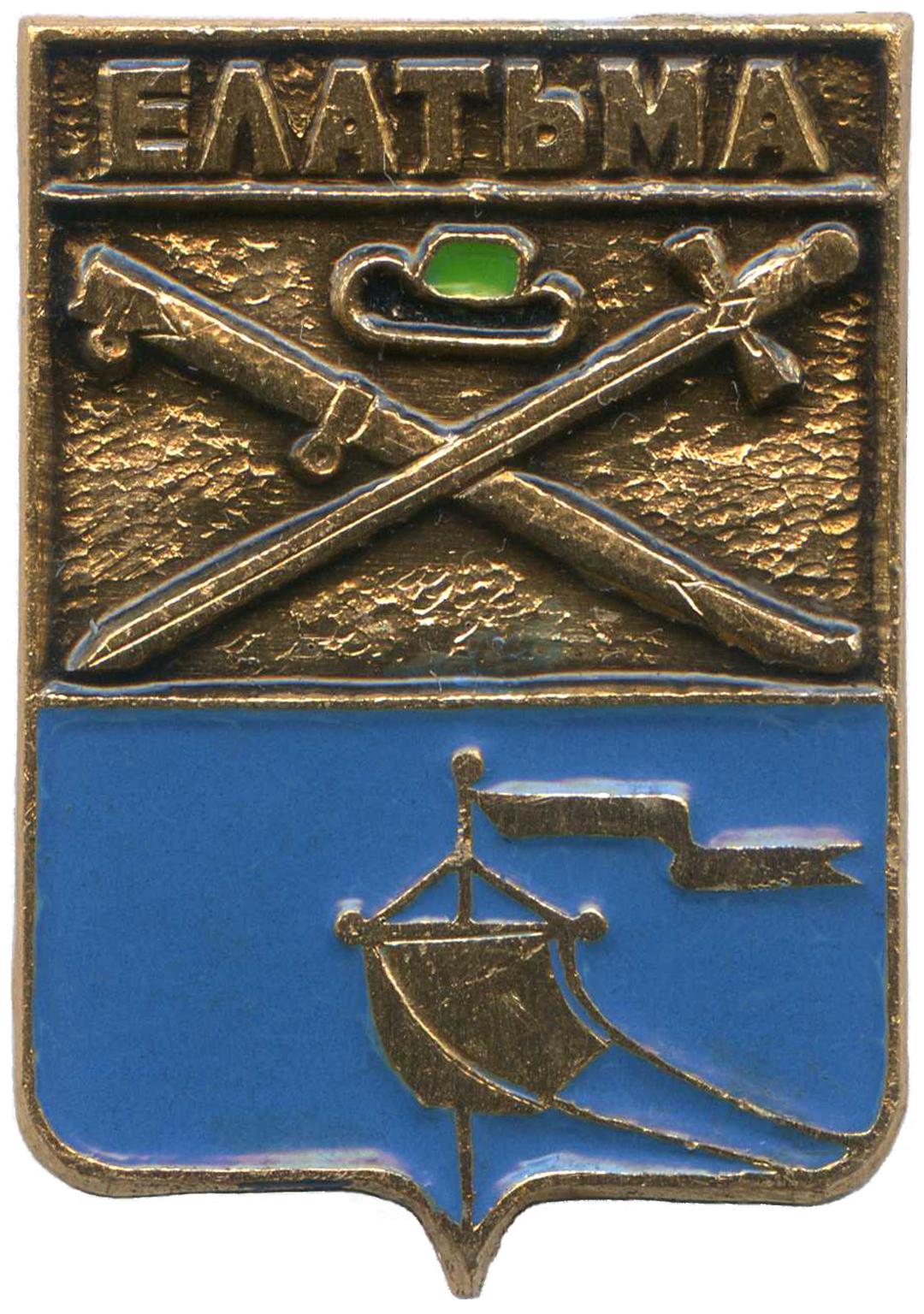
№01
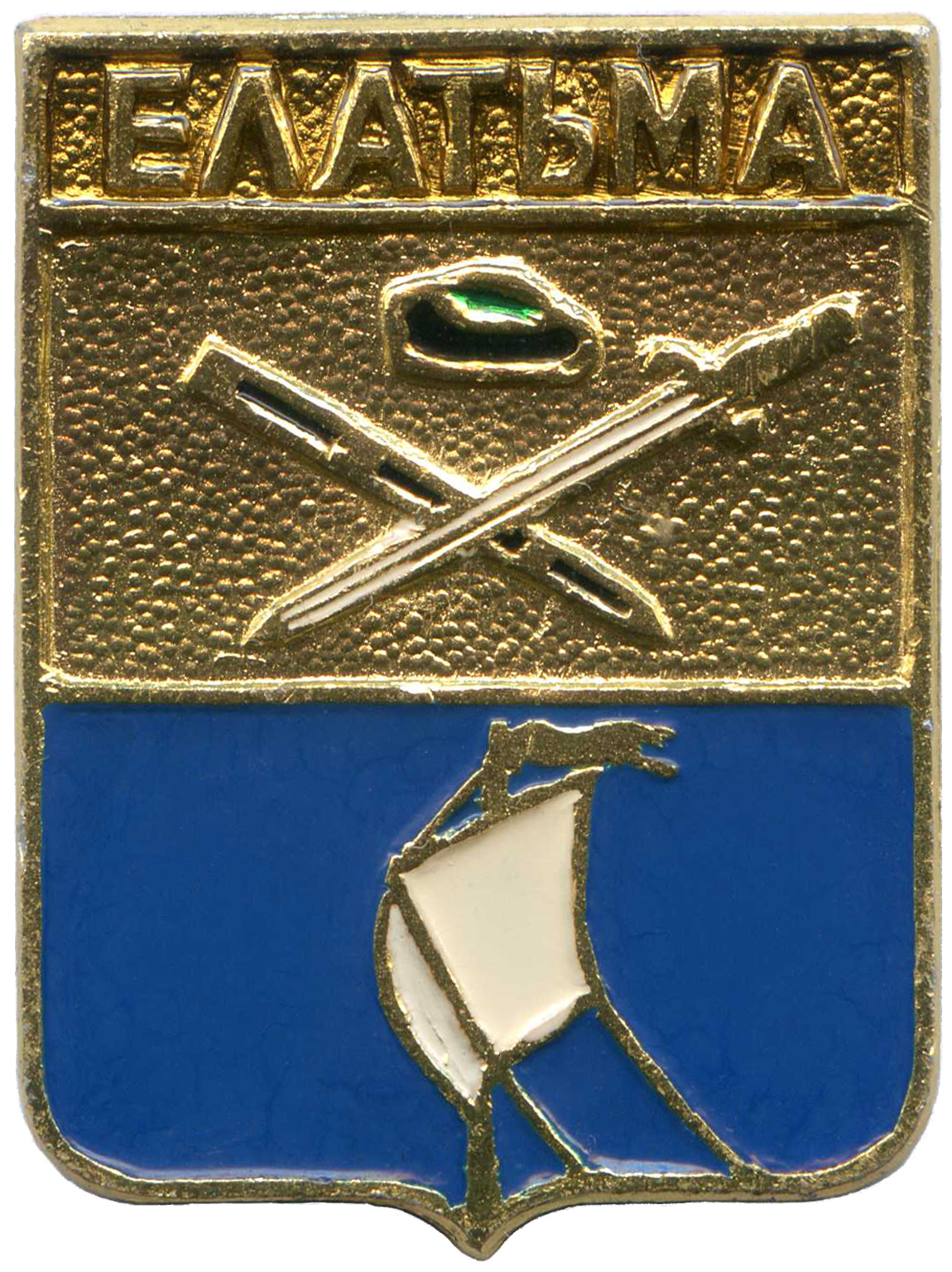
№02
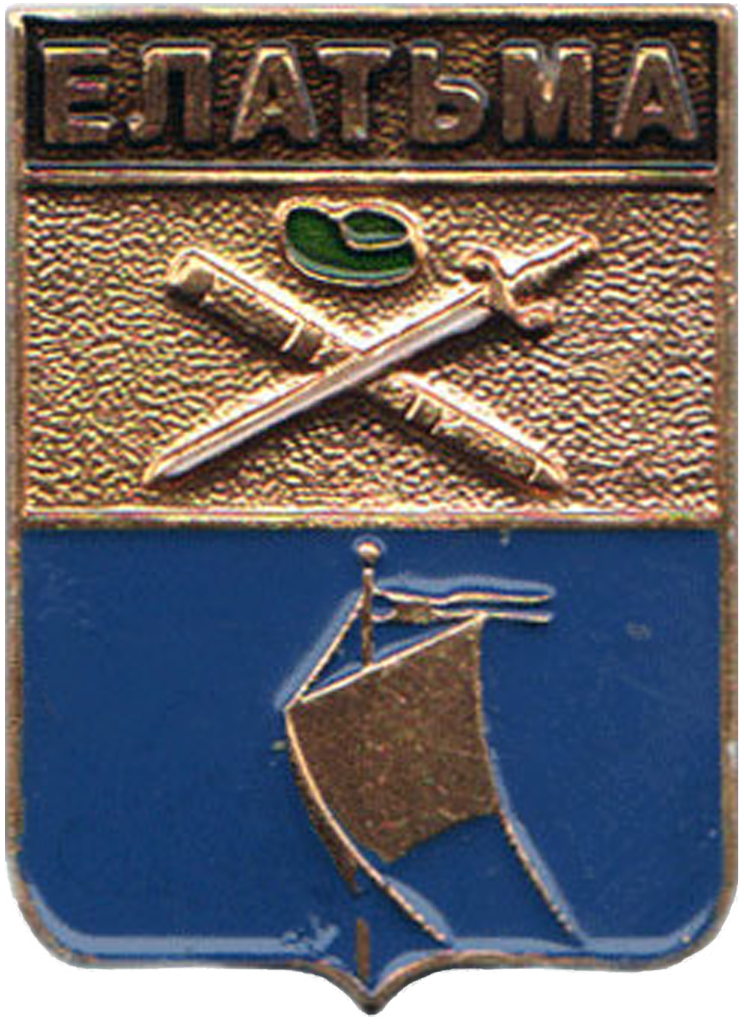
№03
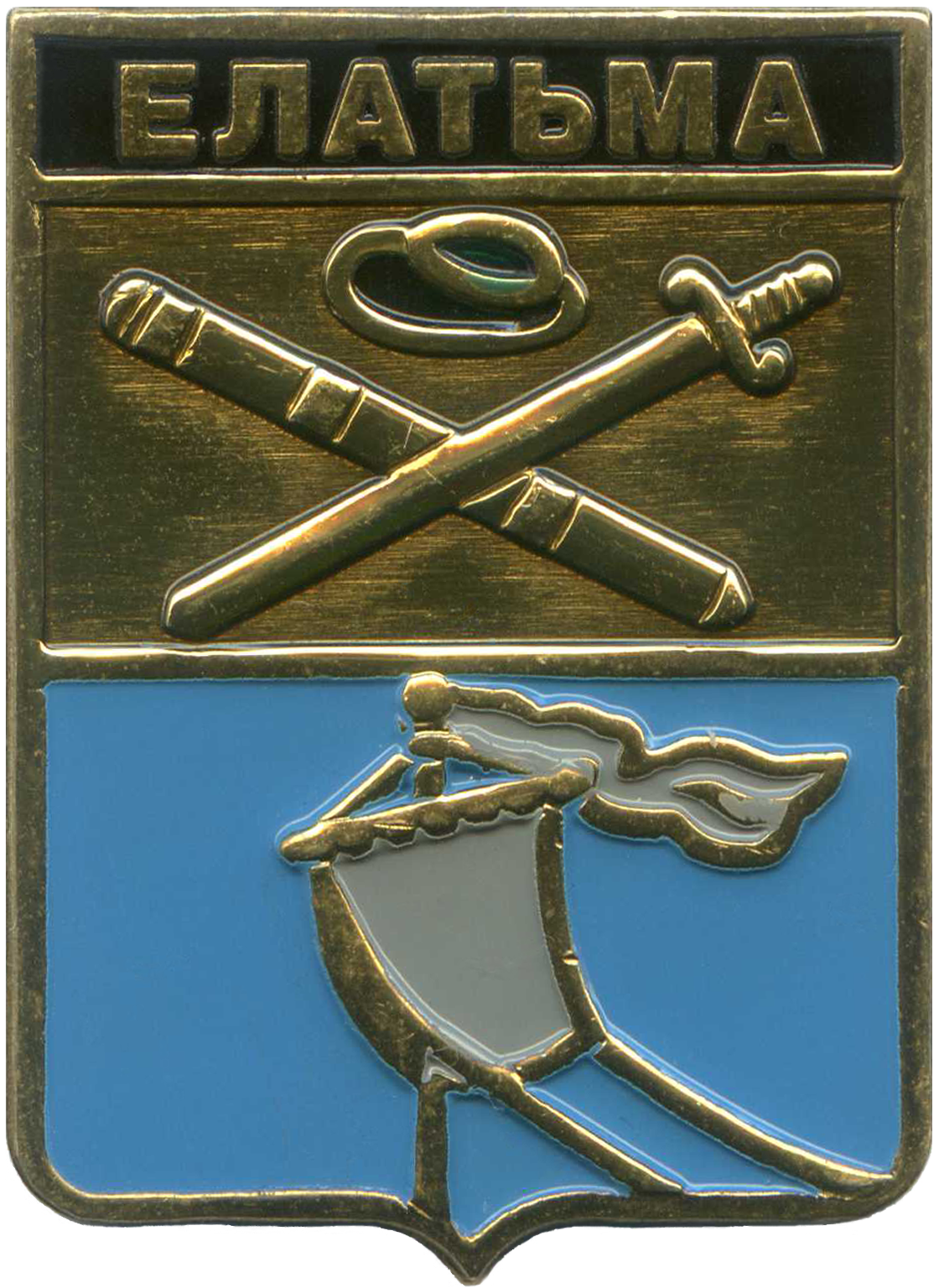
№04
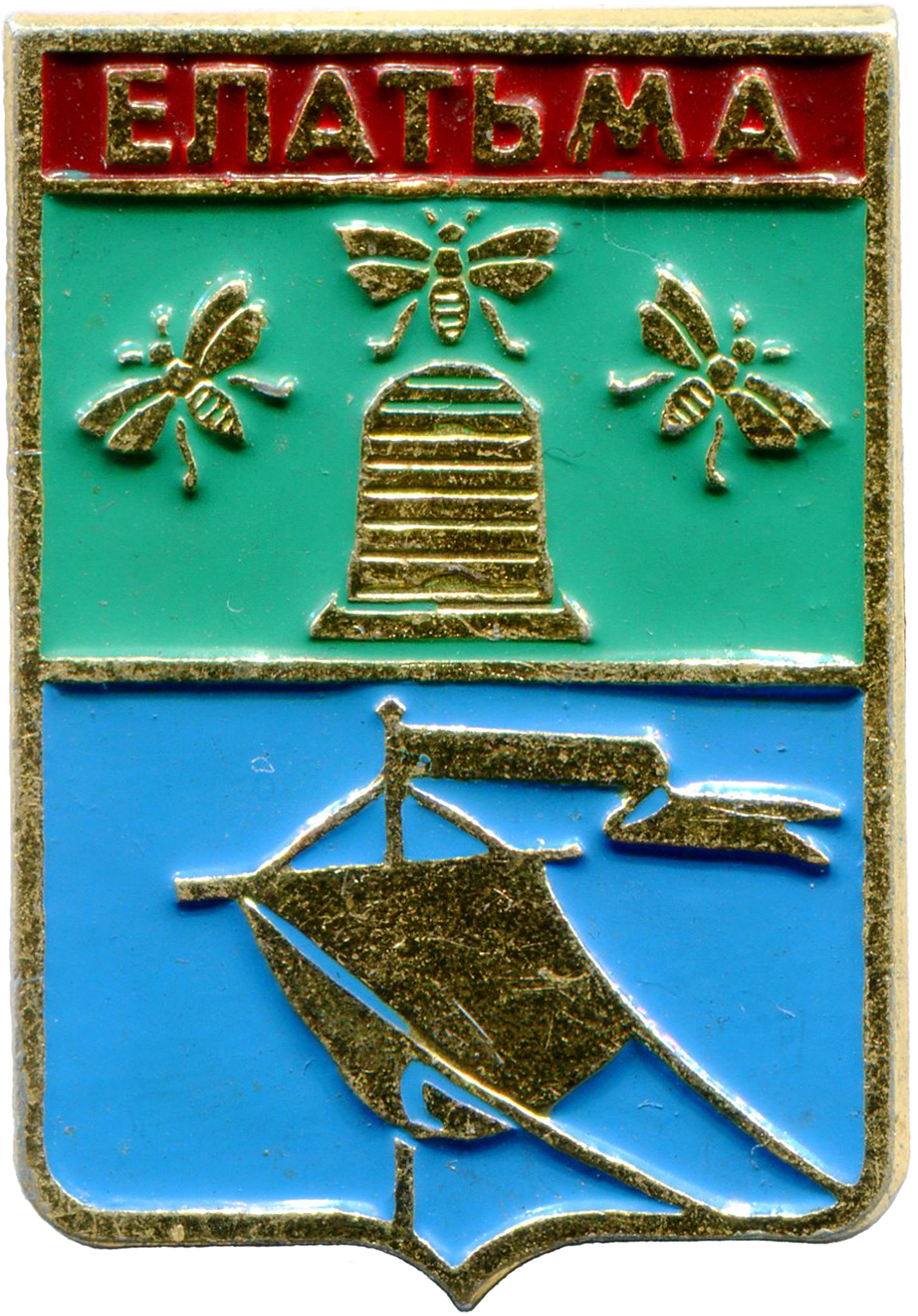
№05
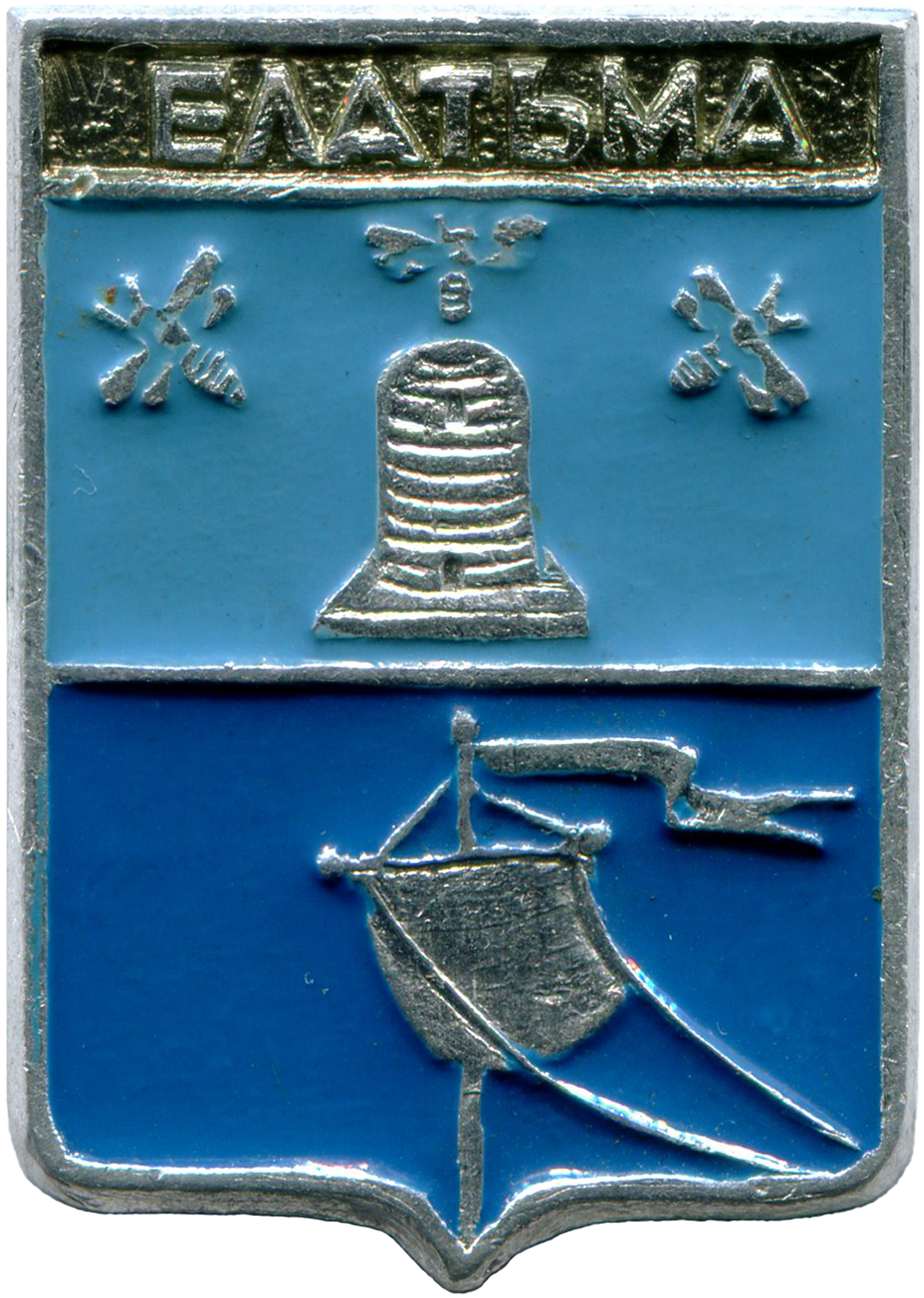
№06
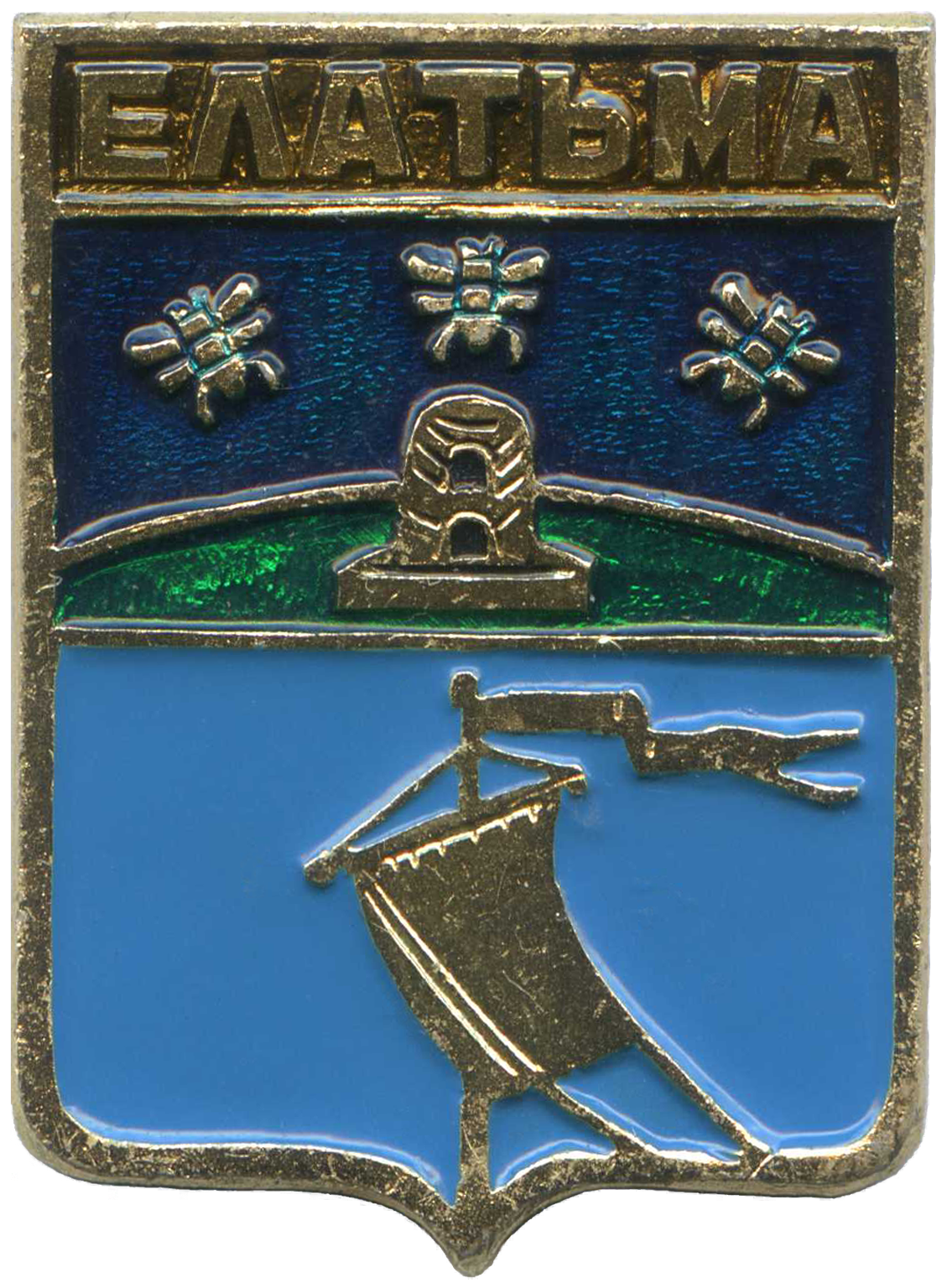
№07
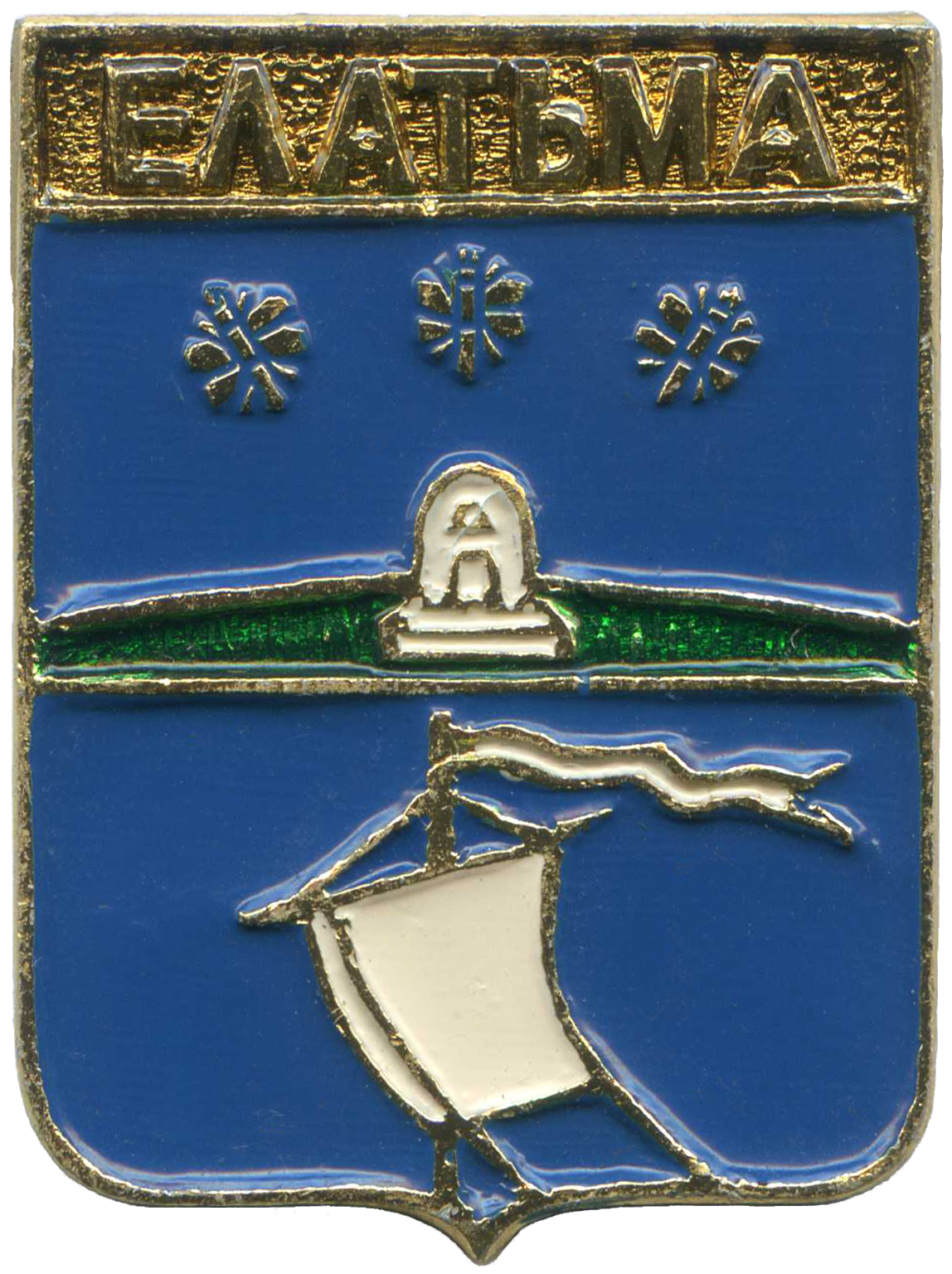
№08
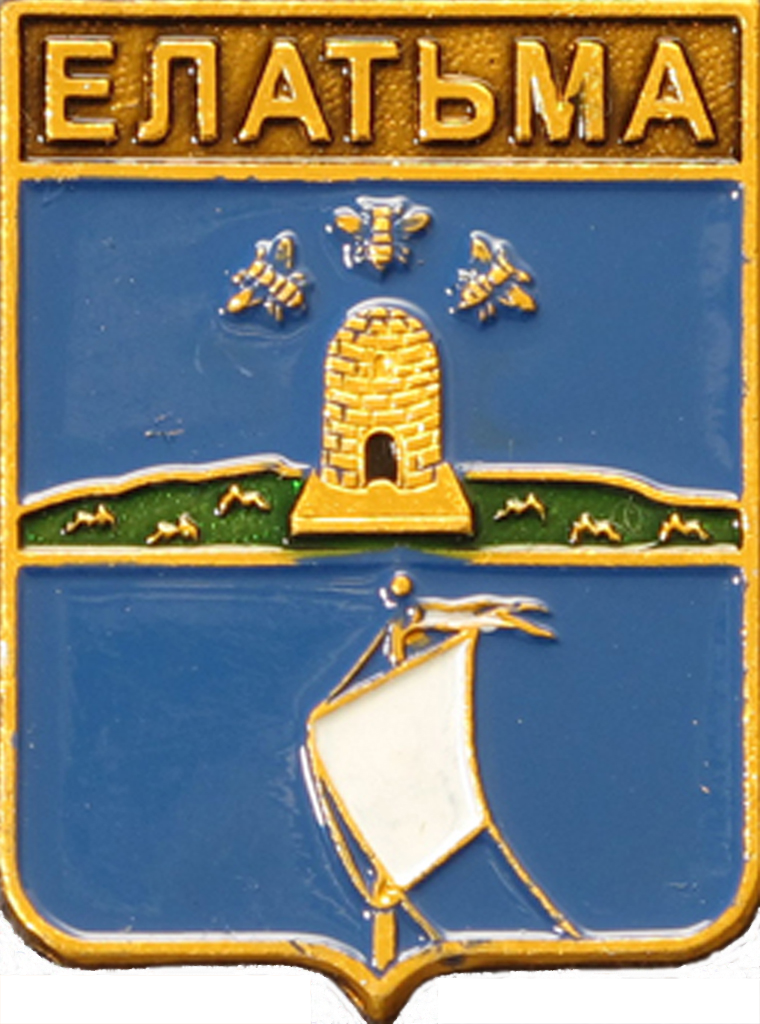
№09
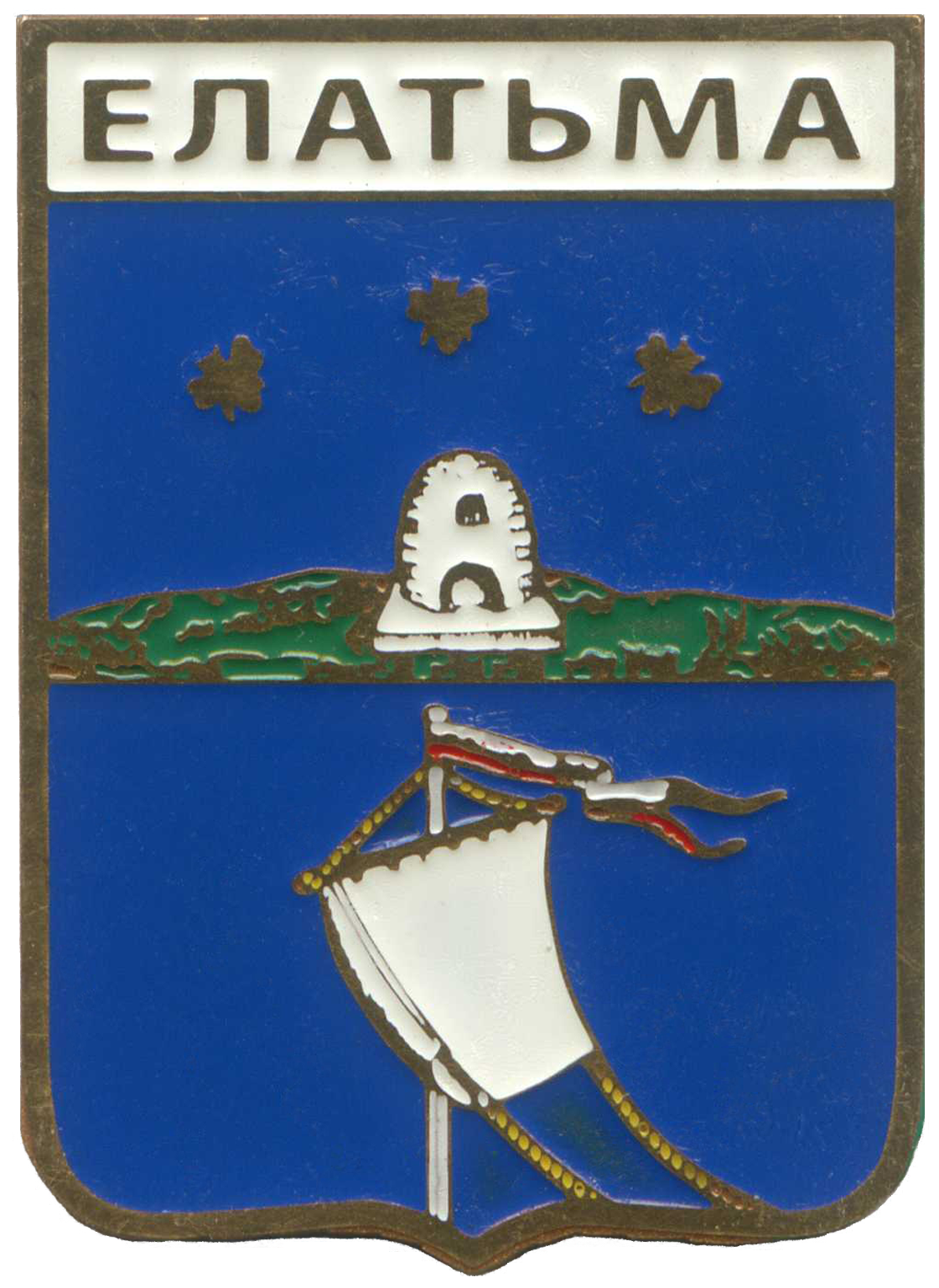
№10
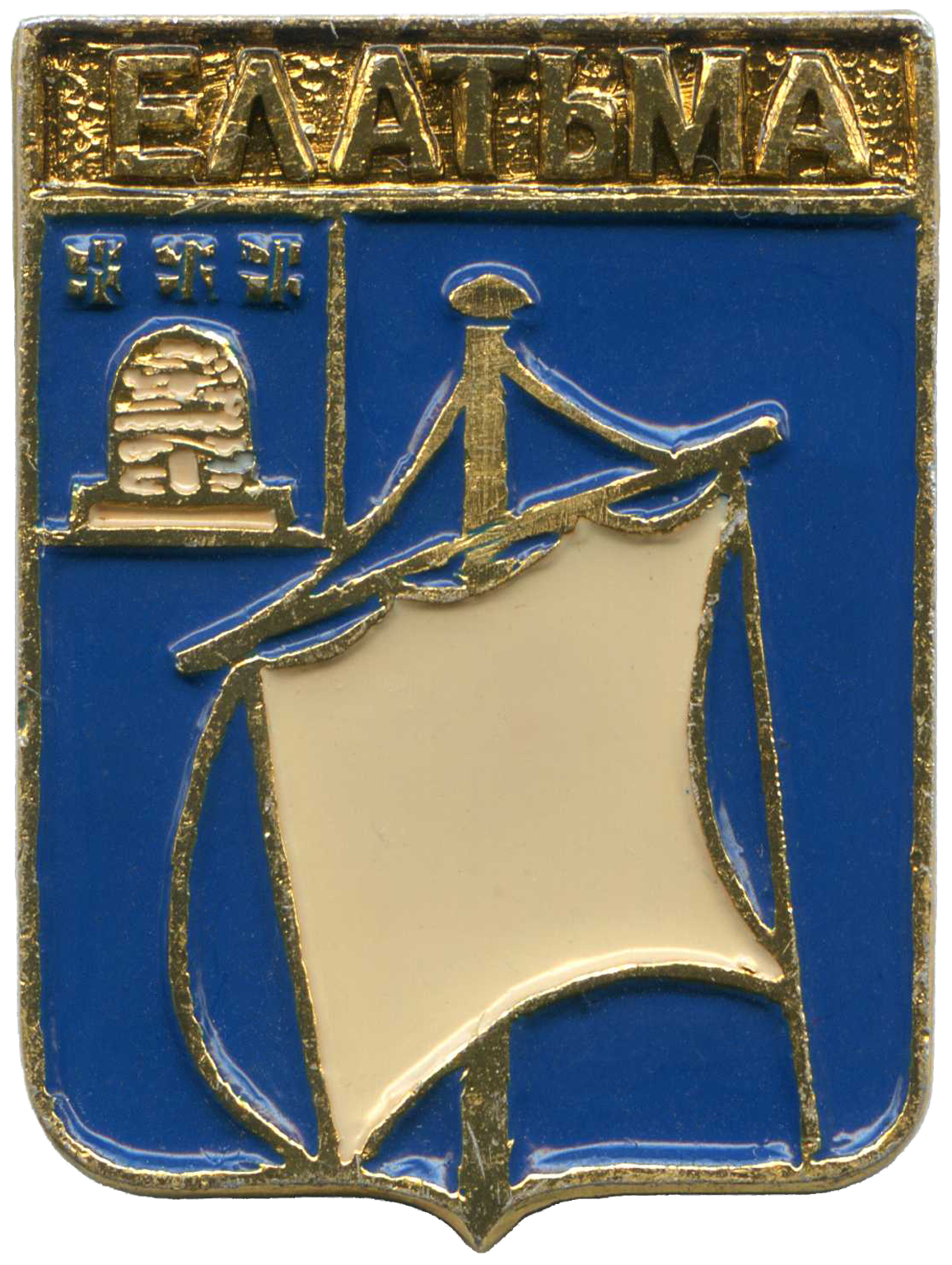
№11
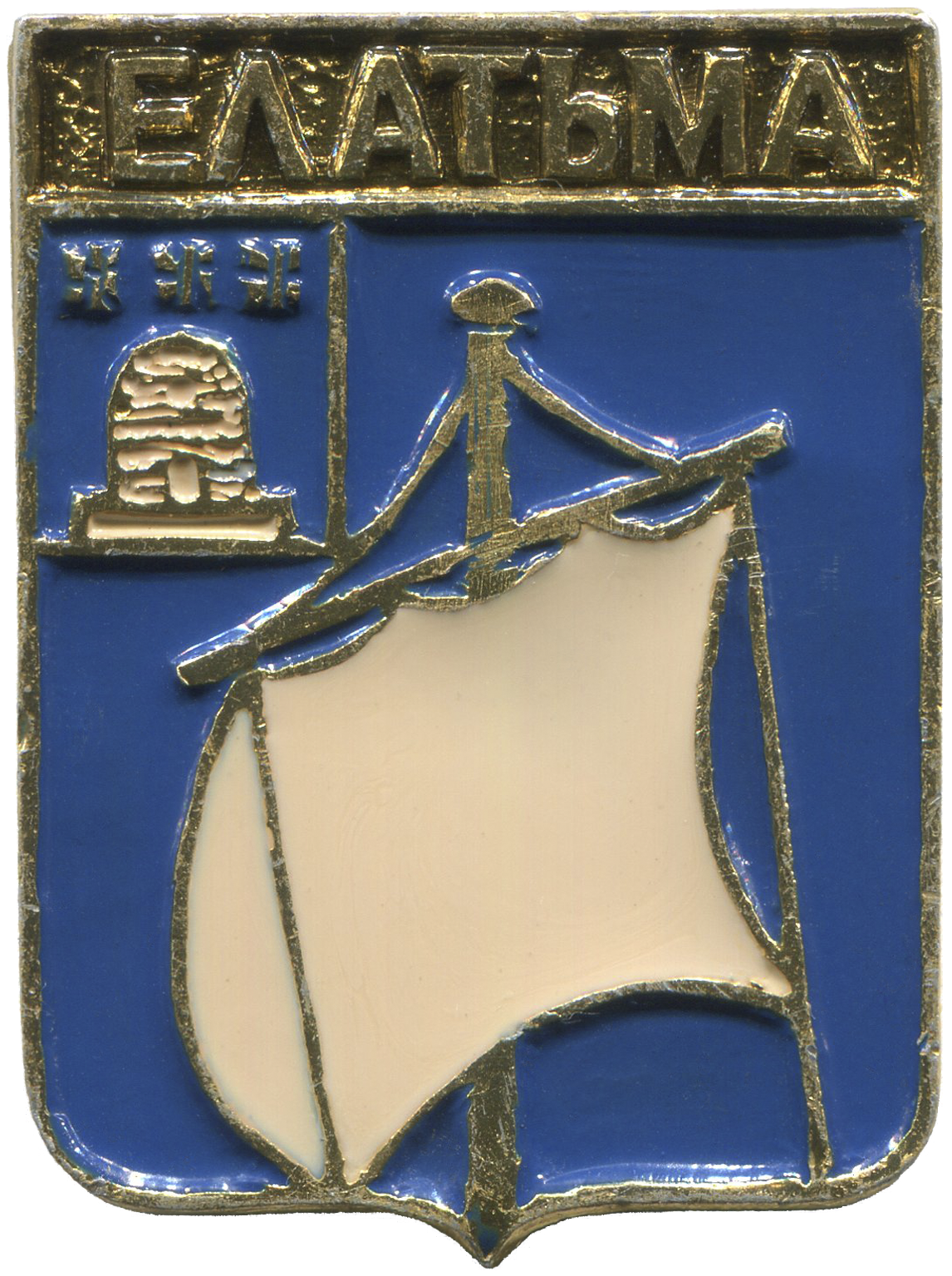
№12
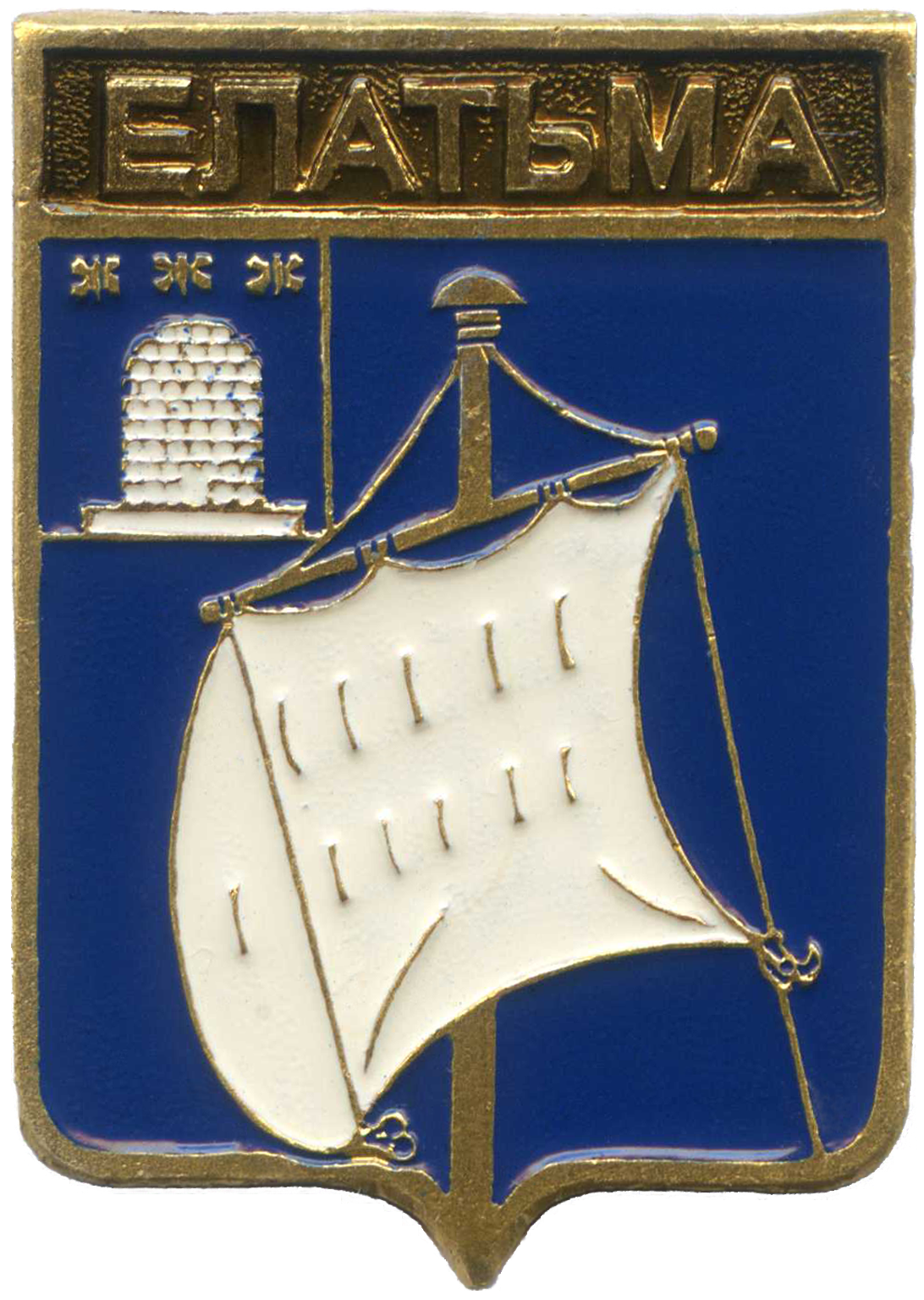
№13
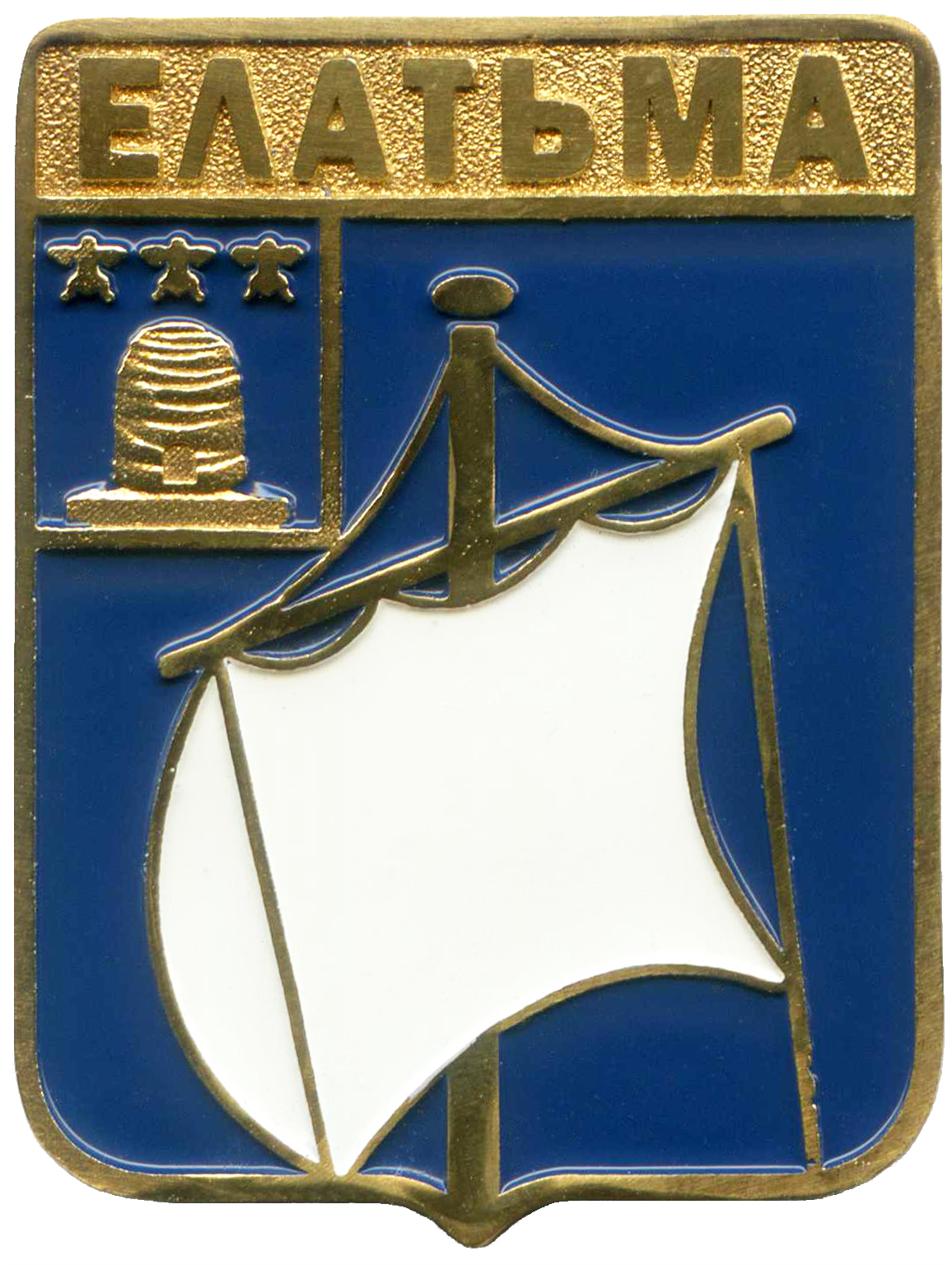
№14
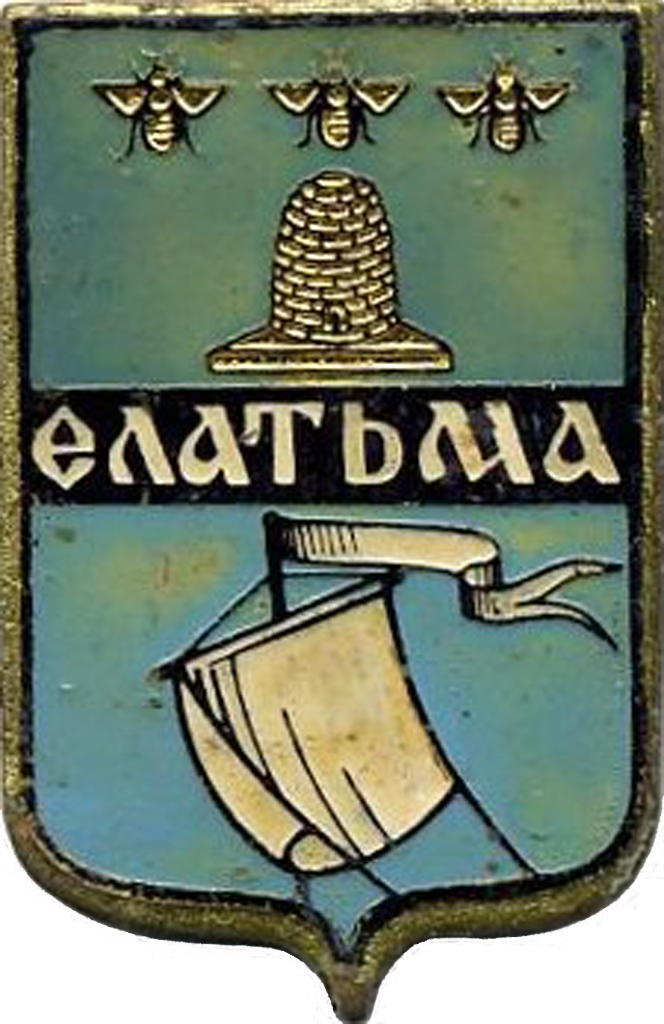
№15
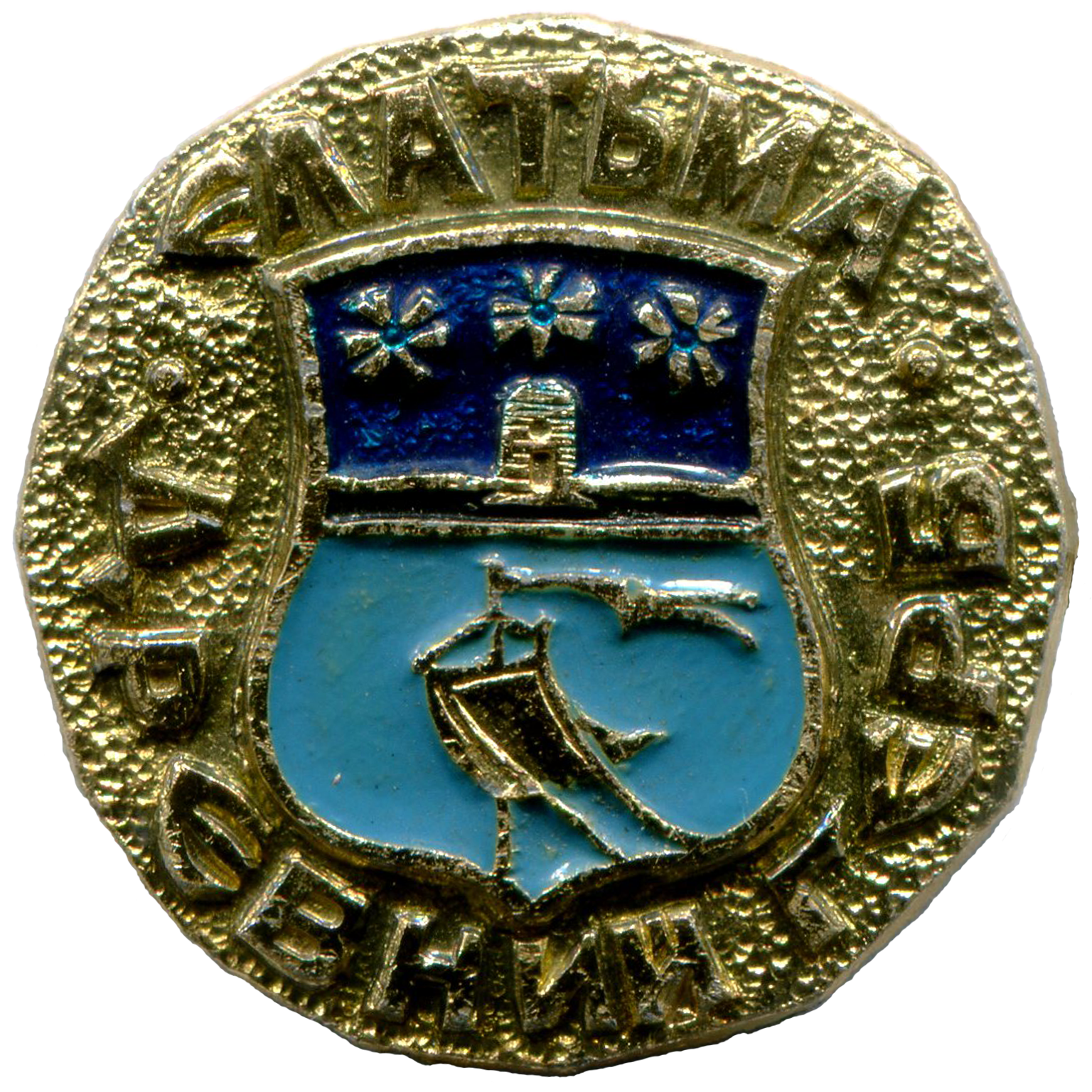
№17
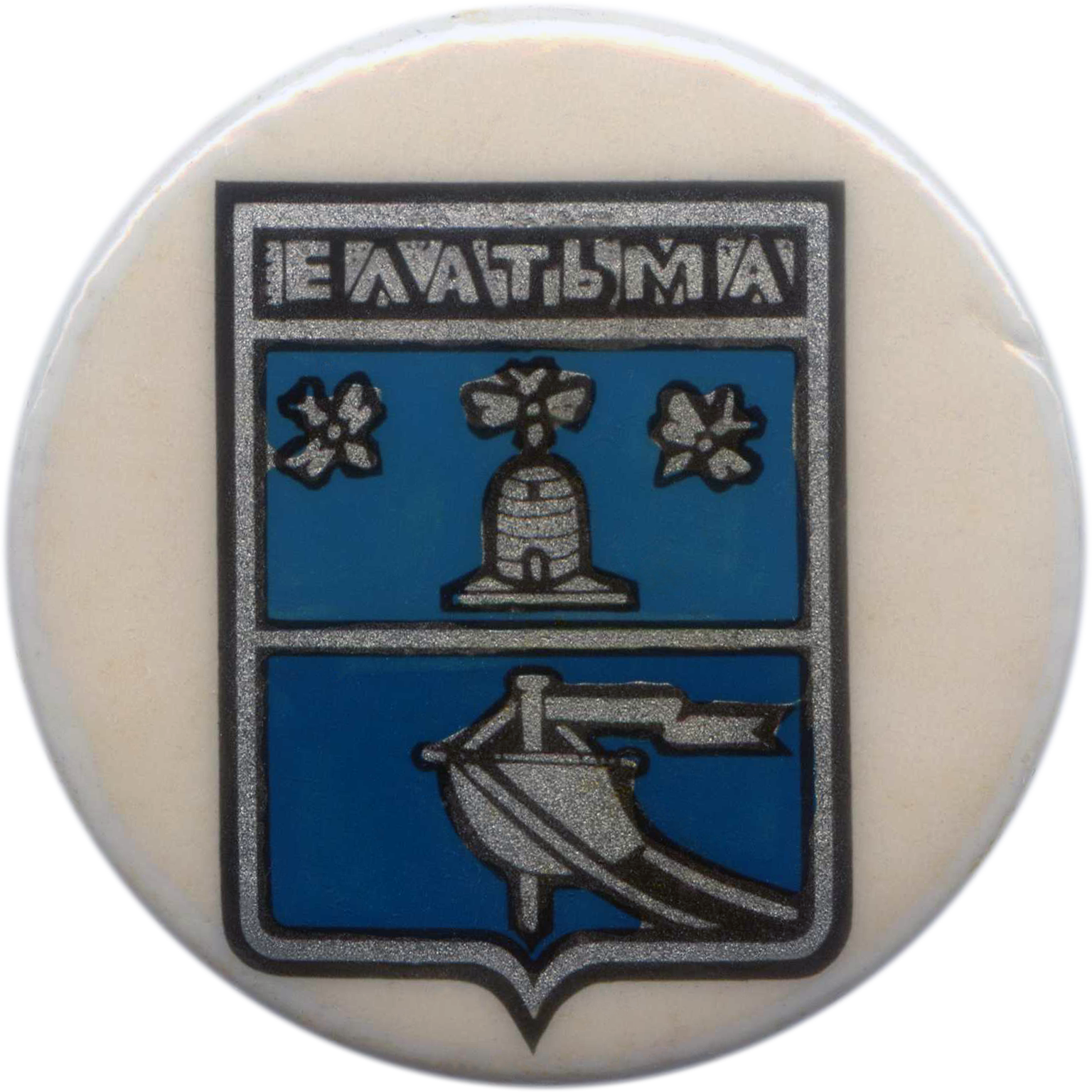
№18
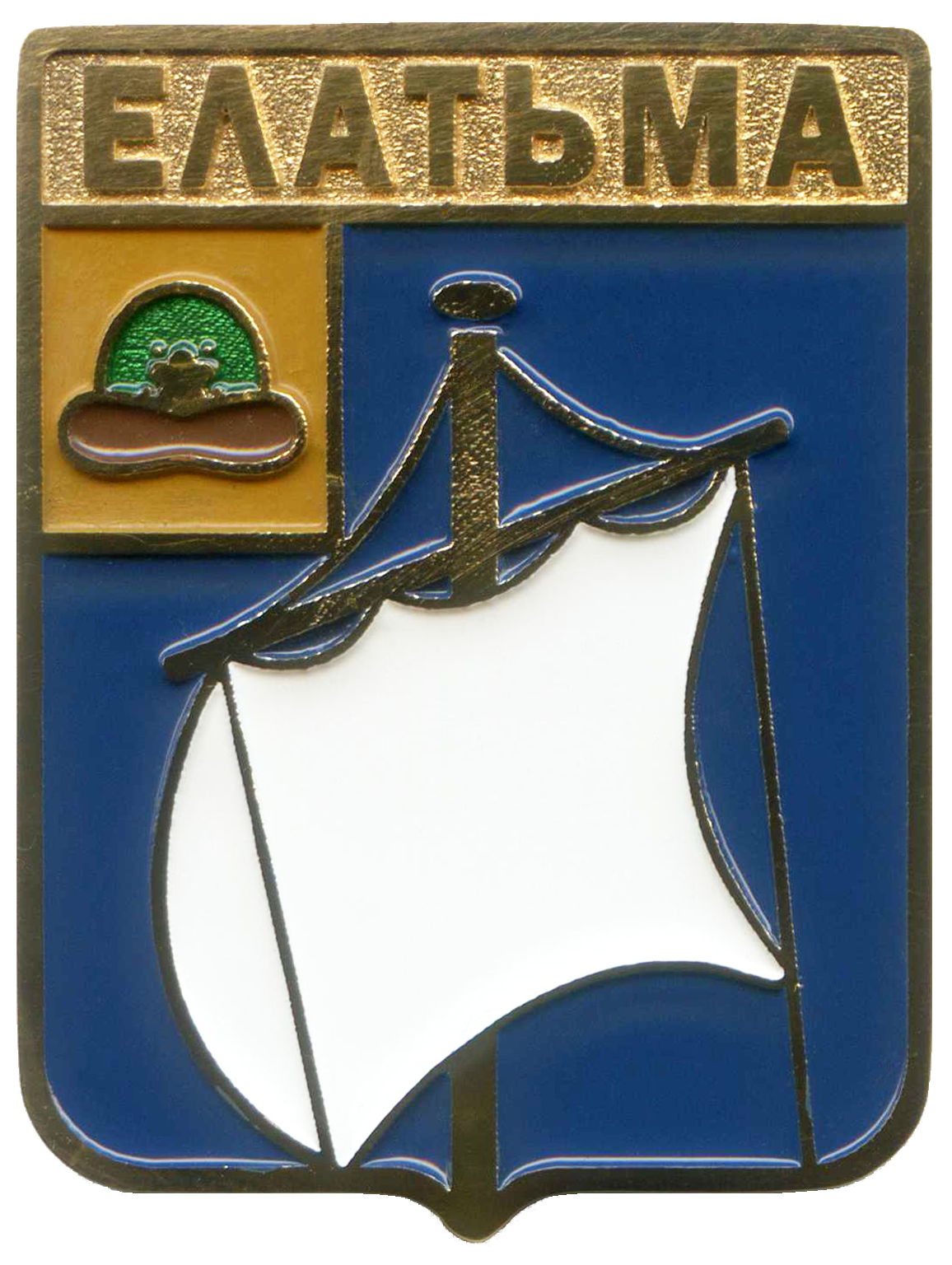
№19
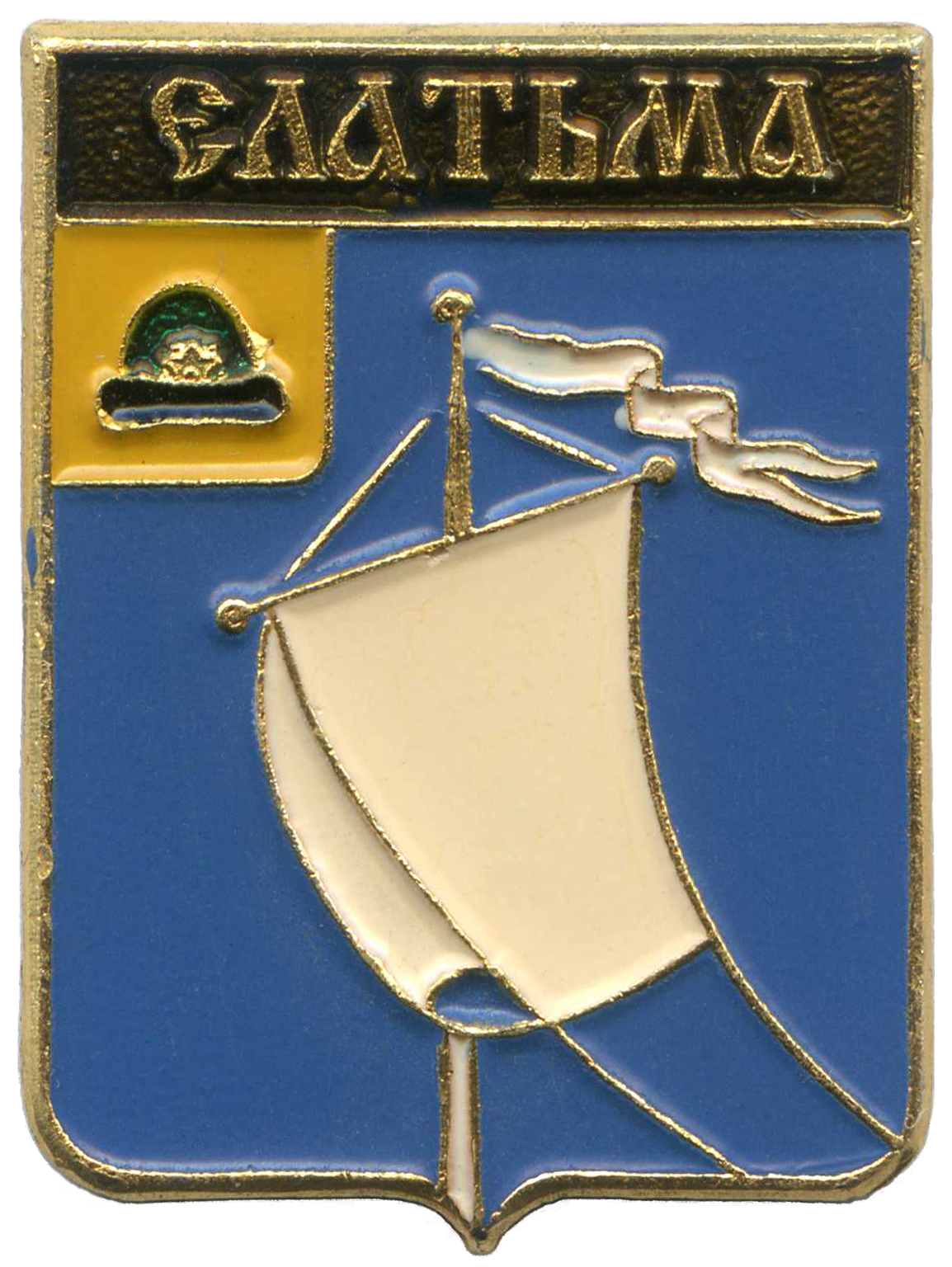
№20
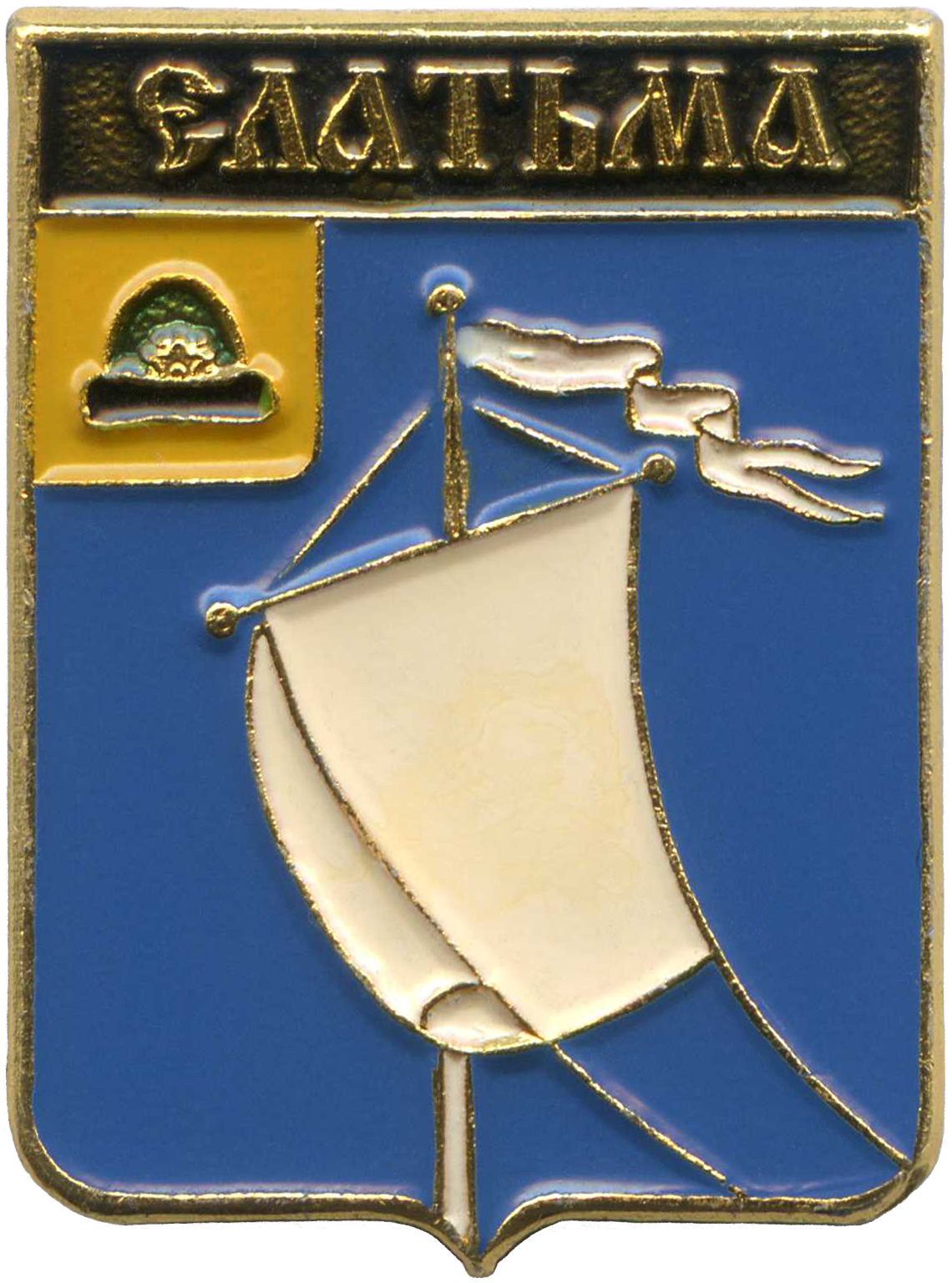
№21
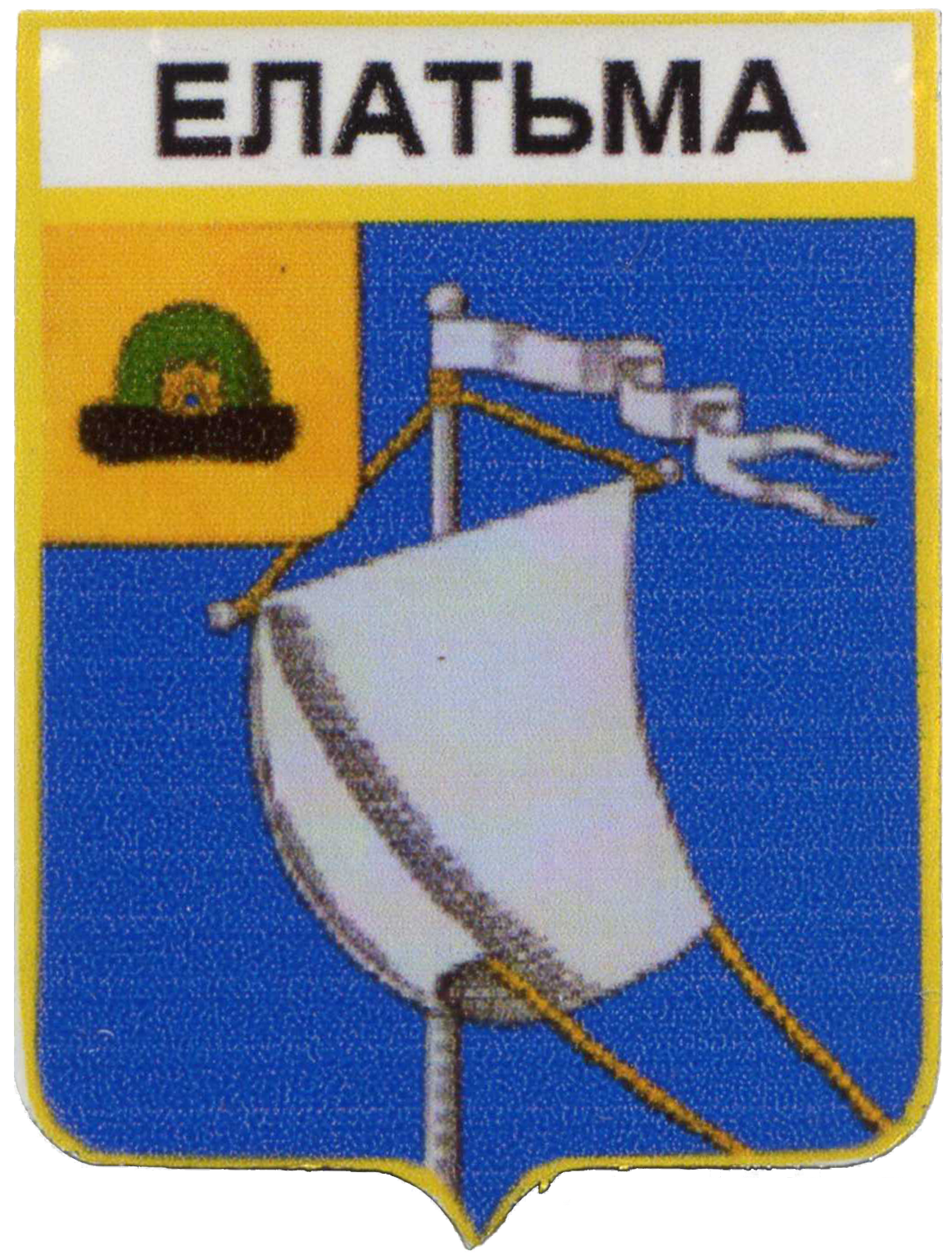
№22
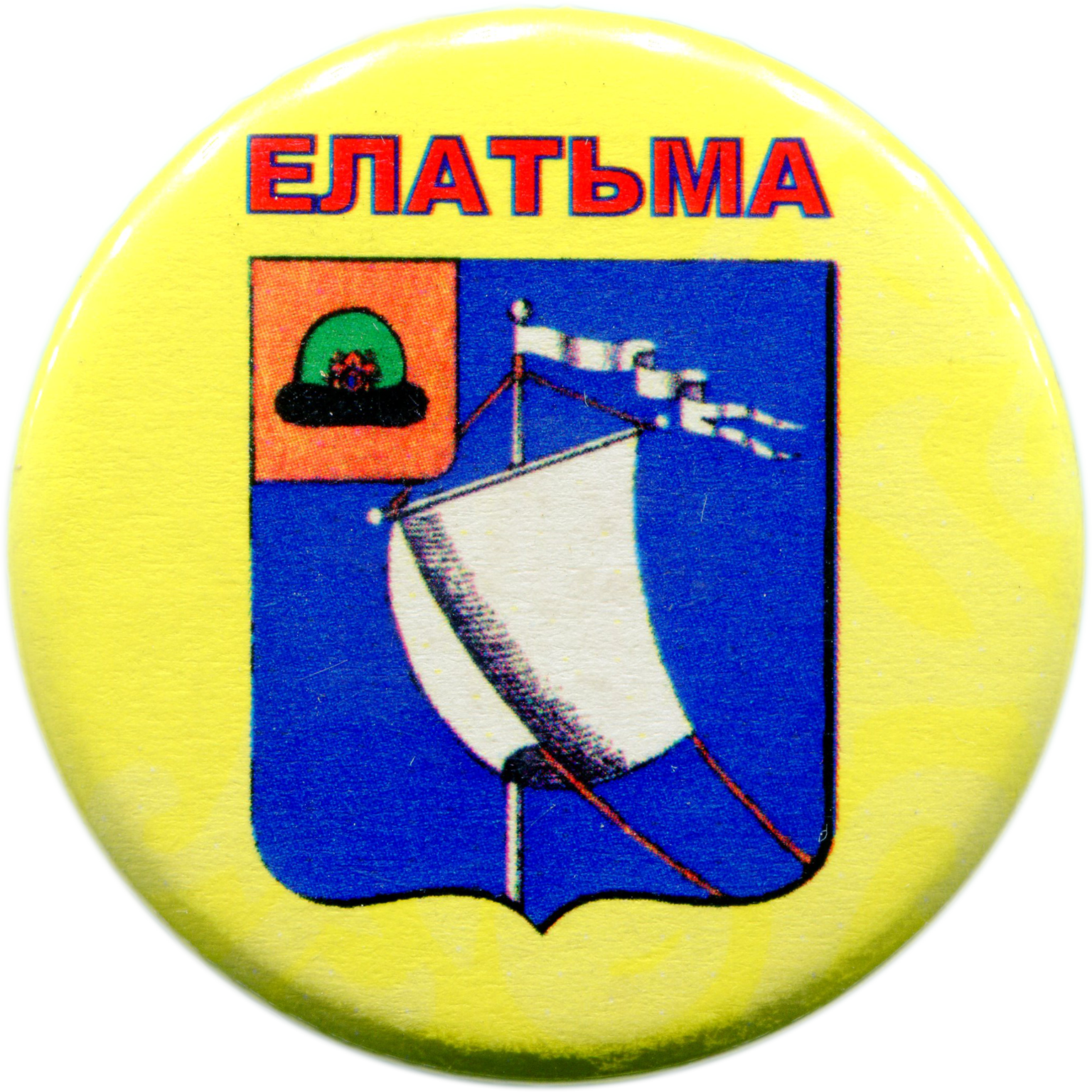
№23
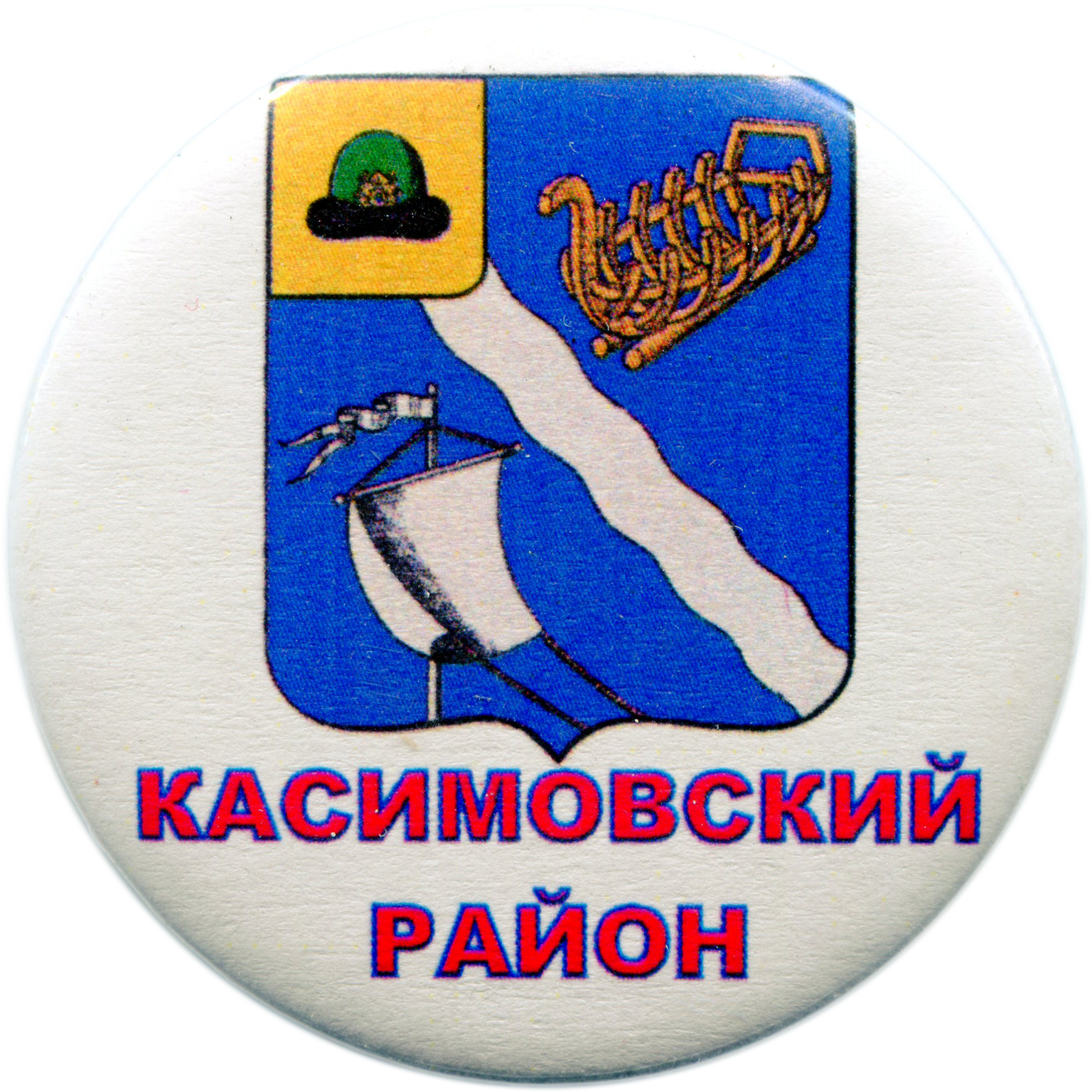
№24

### Флаг Елатьмы
Флаг МО ЕГП был утверждён и подтверждён решениями Совета депутатов. Флаг внесён в Государственный геральдический регистр РФ под № 9843.

## Население
Сведения о населённости Елатьмы до 1917 года немногочисленны. Вот некоторые из них (отсортированы по дате публикации; в представленных выдержках сохранены характерные особенности первоисточников, а именно, пространная лексика, орфография, пунктуация и милые сердцу «опечатки»):
| Год публикации | Дореволюционная численность населения Елатьмы и источник информации |
| -------------- | --- |
| 1663           | «Елатьма <…> — большая деревня, заключающая въ себѣ 300 крестьянъ <…>». |
| 1848           | «Елатма, лежитъ надрекою акою впадающею въ реку волгу. Купечества воономъ состоитъ 67. Мещанъ 1801 душа». |
| 1860           | «Жителей въ Елатьмѣ 6.873 души обоего пола; у нихъ 657 домовъ, кромѣ казенныхъ и общественныхъ зданiй». |
| 1861           | «Изъ 6300 жителей обоего пола въ г. Елатьмѣ число прихожанъ на штатъ простирается отъ 300 до 370 человѣкъ. <…> Жителей православнаго исповѣданiя въ елатомскомъ уѣздѣ 105854 человѣка; магометанъ муж. пола 2276, жен. 2318 человѣкъ. Раскольниковъ муж. пола 79, жен. 96 челов.». |
| 1865           | «Населенiе: мужескаго пола — 3.742, женскаго пола — 3.447; всего 7.189». |
| 1879           | Статистика народонаселенiя, Елатьма: 1875 год — муж. 3.724, жен. 3.567; 1876 год — муж. 3.721, жен. 3.574; 1877 год — муж. 3.741, жен. 3.597. |
| 1894           | «Елатьма или Елатомъ — у.г. Тамбовской губ., на лѣвомъ берегу р. Оки. Пристань. Жит. 7721. 14 првсл. церквей, 1 евр. молтв. домъ, 2 мечети. Елатомскiй у. занимаетъ самую сѣв. часть губ. <…> Жит. въ уѣздѣ 170612. 70 православн. церквей, 10 мечетей». |
| 1894           | «Городское населенiе къ 1893 году простиралось до 8452 душъ обоего пола». |
| 1902           | «Въ эпоху освобожденiя крестьянъ въ городѣ насчитывалось немного болѣе 7 т. ж., но, по всеобщей переписи 1897 г., ихъ оказалось только 4.800». |
| 1907           | «Елатьма (Елатомъ) <…> Жит. 8800». |
| 1914           | «Елатьма (Елатомъ) — уѣздн. гор. Тамбовской губ., при р. Окѣ, пристань. 9300 жит. (1911), въ том числѣ около 350 татаръ. 14 правосл. церквей, мечеть. <…> Елатомскiй у. — въ сѣв. части Тамбовской губ., въ бассейнѣ р. Оки, которая протекаетъ по сѣв. части его (на 70 вер.); 3570,8 кв. вер. или 371970 дес. <…> Въ 1910 г. 251917 жит., въ том числѣ 10604 татаръ; мордва совершенно обрусѣла». |

По информации от елатомских старожилов, в 1917 году численность населения города составляла десять тысяч человек. Это количество нигде не документировано, но оно не вступает в непримиримое противоречие с предшествующими данными, и потому вполне может быть принято в качестве верхней оценки численности жителей города Елатьмы за всю его многовековую историю. А вот и относительно современная статистика:
| \| 1926[90] \| 1939[91] \| 1959[92] \| 1970[93] \| 1979[94] \| 1989[95] \| 2002[96] \| 2009[97] \| 2010[98] \| \| --------- \| --------- \| --------- \| --------- \| --------- \| --------- \| --------- \| --------- \| --------- \| \| 3209 \| ↗5391 \| ↗5658 \| ↘5451 \| ↘4847 \| ↘4559 \| ↘4002 \| ↘3575 \| ↘3511 \| \| 2012[99] \| 2013[100] \| 2014[101] \| 2015[102] \| 2016[103] \| 2017[104] \| 2018[105] \| 2019[106] \| 2020[107] \| \| ↘3394 \| ↘3346 \| ↘3261 \| ↘3203 \| ↘3145 \| ↘3129 \| ↘3075 \| ↘3031 \| ↘2979 \| \| 2021[108] \| 2023[1] \| \| \| \| \| \| \| \| \| ↗3286 \| ↘3193 \| \| \| \| \| \| \| \| | 1000 2000 3000 4000 5000 6000 1979 2012 2017 2023 |       |       |       |       |       |       |       |
| 1926 | 1939                                              | 1959  | 1970  | 1979  | 1989  | 2002  | 2009  | 2010  |
| 3209 | ↗5391                                             | ↗5658 | ↘5451 | ↘4847 | ↘4559 | ↘4002 | ↘3575 | ↘3511 |
| 2012 | 2013                                              | 2014  | 2015  | 2016  | 2017  | 2018  | 2019  | 2020  |
| ↘3394 | ↘3346                                             | ↘3261 | ↘3203 | ↘3145 | ↘3129 | ↘3075 | ↘3031 | ↘2979 |
| 2021 | 2023                                              |       |       |       |       |       |       |       |
| ↗3286 | ↘3193                                             |       |       |       |       |       |       |       |

## Планы и схемы Елатьмы разных лет
Первый план города Елатьмы датируется 14 февраля 1785 года по старому стилю (ПСЗРИ, 1785, Закон № 16153):

План Тамбовского наместничества городу Елатьме.
На подлинном написано собственною Её Императорского Величества рукою:

Быть по сему.

Февраля 14 дня 1785 года

В С.-Петербурге.
Изъяснение.

Состоящее ныне строение — каменное прикрыто тёмно-кармином, деревянное — в пунктирных линиях, под знаком + — Церкви. А — Собор преображения Господня. В — Старый город, называемый Кремль.
Вновь прожектировано.

Кварталы, прикрытые светло-кармином — под каменные, а жёлтою краскою — под деревянные казённые, публичные и обывательские дома и прочие строения. 1 — Церковь Рождества Богородицы. 2 — Для присутственных мест. 3 — Для постройки домов Городничему и Казначею. 4 — Торговая площадь. 5 — Черта, означающая разлив Реки Оки. 6 — Вал и ров к ограничению города.

Дальнейшее развитие города шло в соответствии с этим планом.

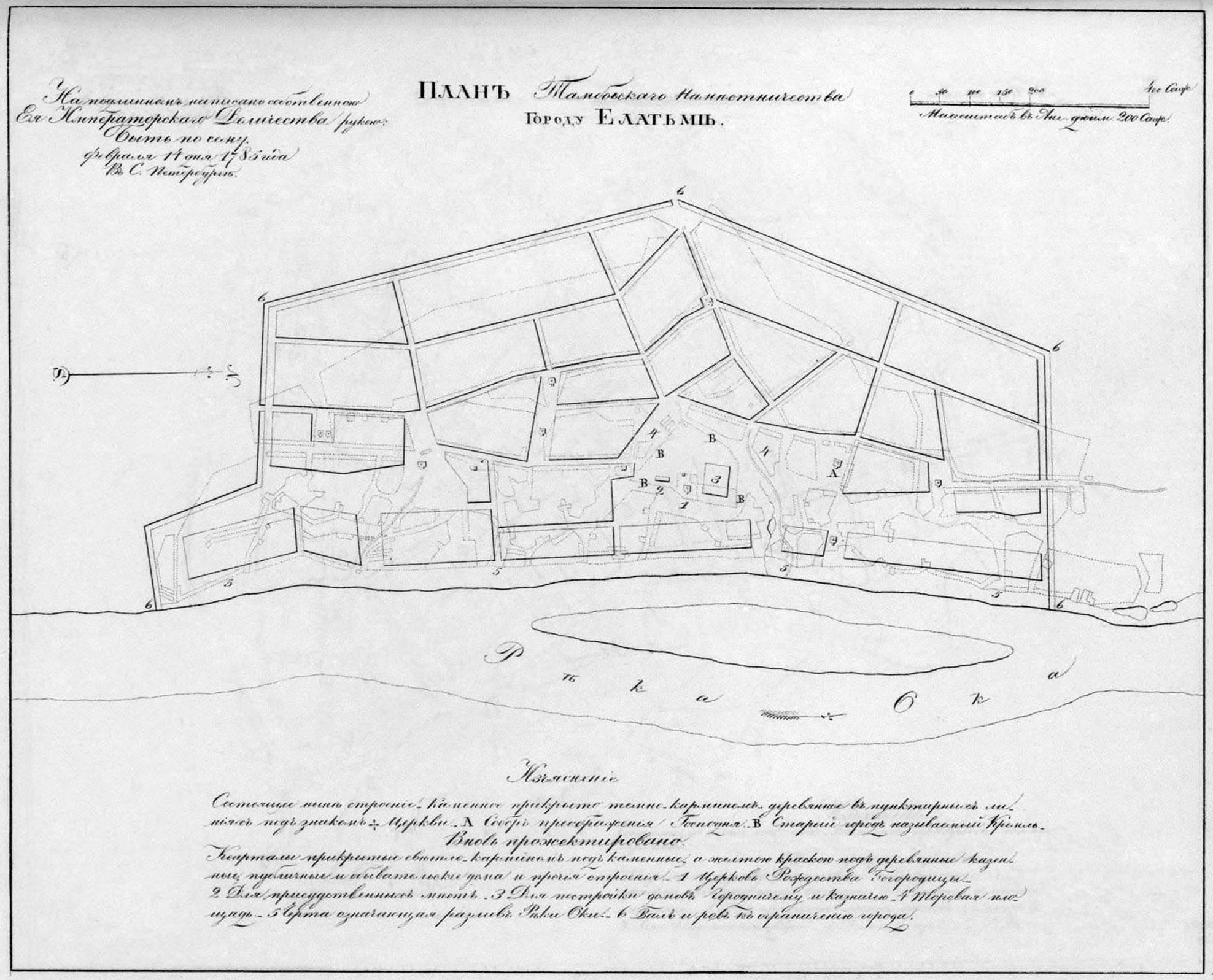
1785 год
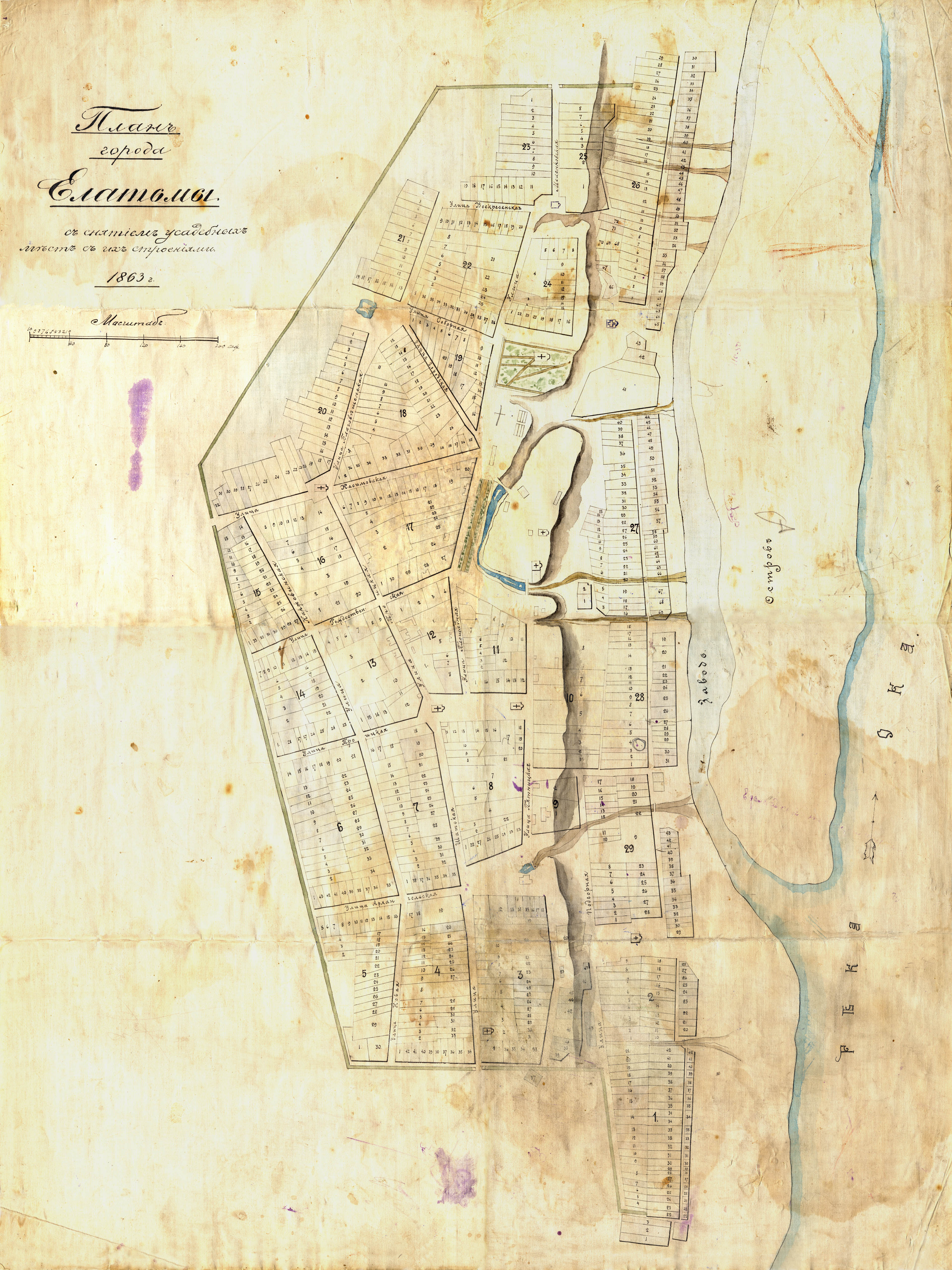
1863 год
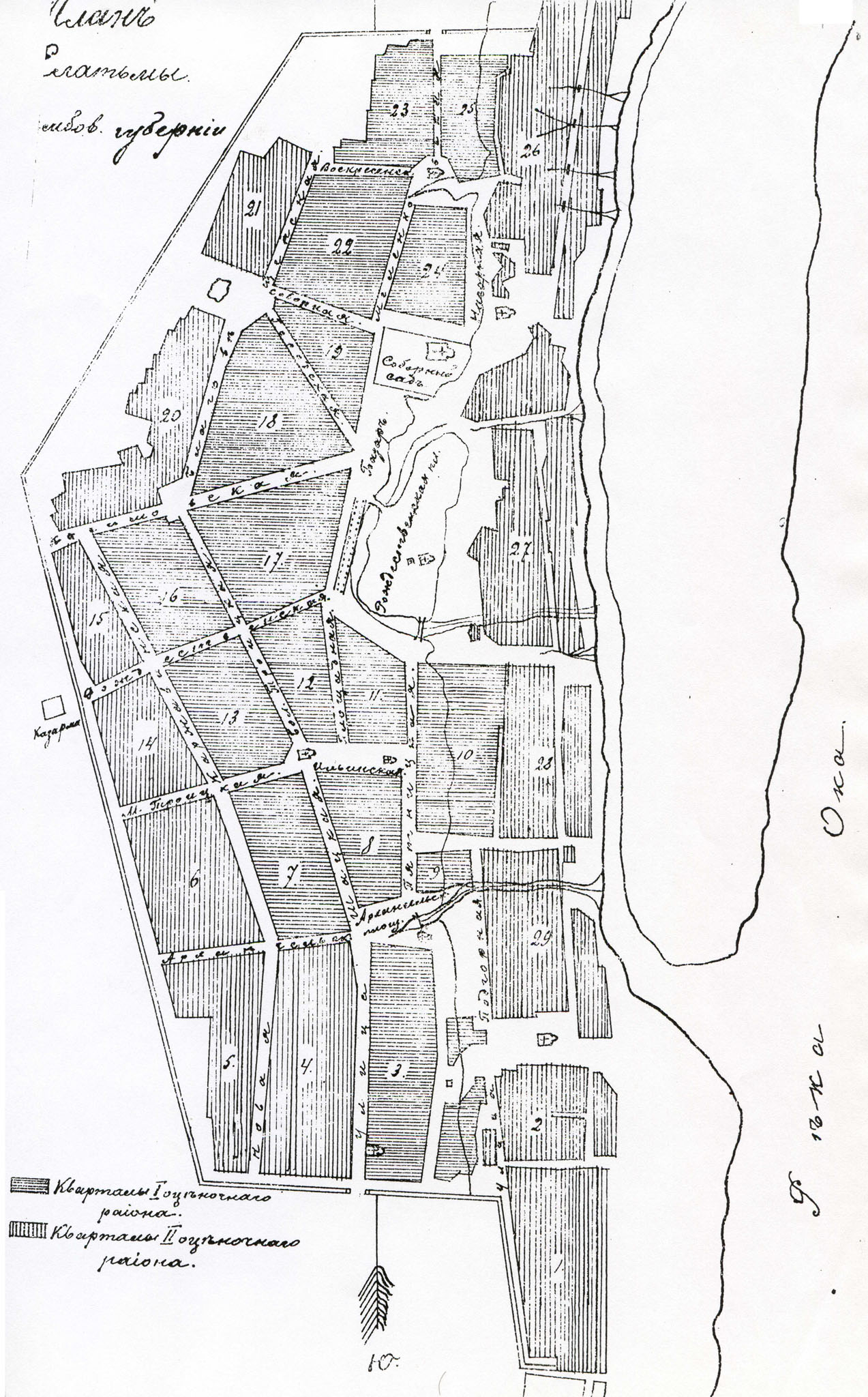
1901 год

## Общество

### Совет ветеранов
Елатомский Совет ветеранов войны создан в 1972 году по инициативе участников Великой Отечественной войны, вернувшихся с фронта и проживавших в рабочем посёлке. В 1987 году Совет ветеранов войны переименован в Совет ветеранов войны и труда. Вначале он базировался в Елатомском Доме учителя, а с 1976 года по настоящее время находится в поселковом Доме культуры. При совете действует клуб «Ветеран». Для собраний клуба в 2010-е годы была отведена комната в Елатомской библиотеке.

### Криминал
4 апреля 2020 года в посёлке случилась кровавая бойня. Местный житель Антон Франчиков расстрелял из дробовика пятерых человек. Трагедия произошла после того, как он сделал замечание компании молодых людей, которые ночью громко разговаривали на улице под окнами его дома. Произошёл словесный конфликт, в результате чего Франчиков вооружился, вышел к компании и выстрелил в четырёх парней и женщину.

## Экономика

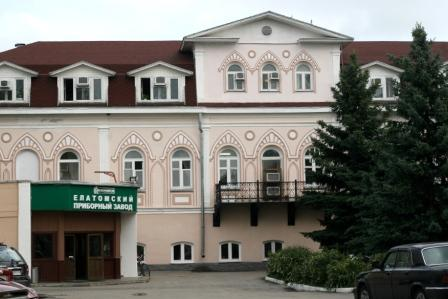
Елатомский приборный завод

Главным градообразующим предприятием посёлка является Елатомский приборный завод, выпускающий известную по всей России медицинскую технику. Один раз в месяц выходит газета «Вести Еламеда» с новостями посёлка.
Среди других предприятий выделяются Елатомский маслосырзавод, Елатомское потребительское общество, четыре деревообрабатывающих завода.
Функционирует предприятие жилищно-коммунального хозяйства.
С дореволюционных времён действует пожарная команда — ныне пожарная часть № 38.
Есть также АЗС, автосервис и две автомойки, офис Сбербанка России.

## Связь
В посёлке имеется отделение «Почты России», офис обслуживания «Ростелеком». Работают следующие операторы сотовой связи с поддержкой 3G или 4G: «Билайн», «МТС», «МегаФон», «Теле2», «Ростелеком» также предоставляет доступ ко Всемирной сети.
На южной окраине Елатьмы расположен объект цифрового эфирного вещания Рязанского ОРТПЦ Российской телевизионной и радиовещательной сети (РТРС) — антенно-мачтовое сооружение в виде башни (АМС Елатьма) высотою 72 метра и мощностью 0,25 кВт, охватывающее 8,5 тысяч человек. Мачта сооружена в 2013 году. РТРС-1 запушен 24 мая 2017 года, РТРС-2 — 21 ноября 2018 года.

## Образование и культура

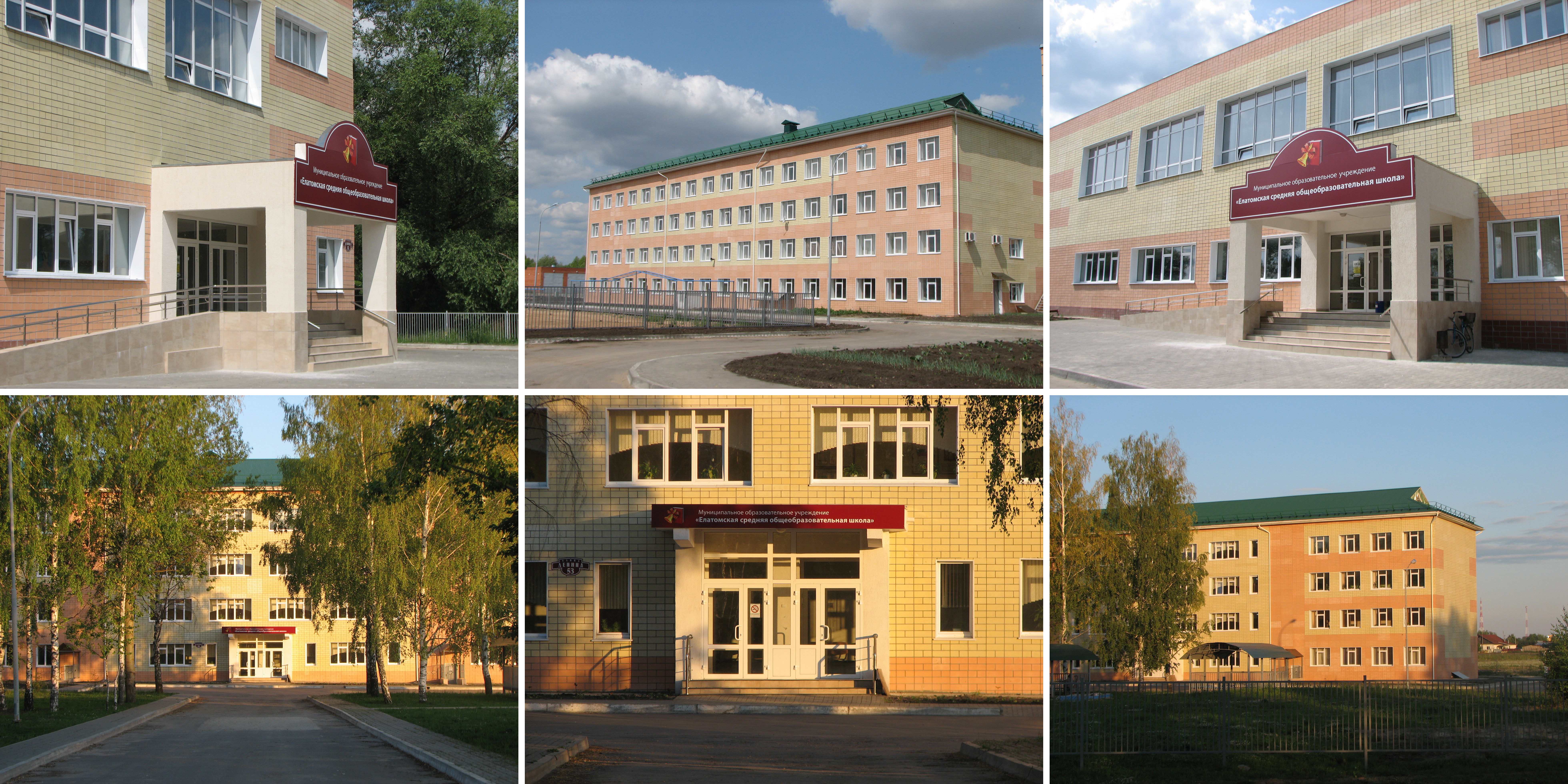
Средняя школа

В Елатьме работают детский сад и средняя общеобразовательная школа. Также функционируют учреждения социальной опеки: дошкольный коррекционный детский дом, детский дом-интернат для умственно отсталых детей и школа-интернат для детей-сирот, психoневрологический интернат.
На протяжении многих десятилетий работают народный — в 2007 году получивший статус краеведческого — музей, дом культуры, народный театр, детская музыкальная школа, поселковая библиотека.
На открытой площадке парка в тёплое время года по выходным устраиваются дискотеки. А сама традиция проведения танцевальных вечеров восходит к 1960-м годам.
На базе реставрируемого дома купцов Поповых планируется открытие историко-культурного центра.

## Здравоохранение, физкультура и спорт

ФСК «Елатьма»

В Елатьме действует участковая больница. Функционируют аптечные пункты.
Работают Спортивная школа «Елатьма» и Детско-юношеская спортивная школа Касимовского района на базе физкультурно-спортивного комплекса «Елатьма». ФСК оснащён современным оборудованием, есть бассейн и тренажёрный зал, организованы спортивные секции. На футбольной площадке парка регулярно проводятся матчи, в которых участвуют команды из населённых пунктов Рязанской области.

## Достопримечательности

### Храмы

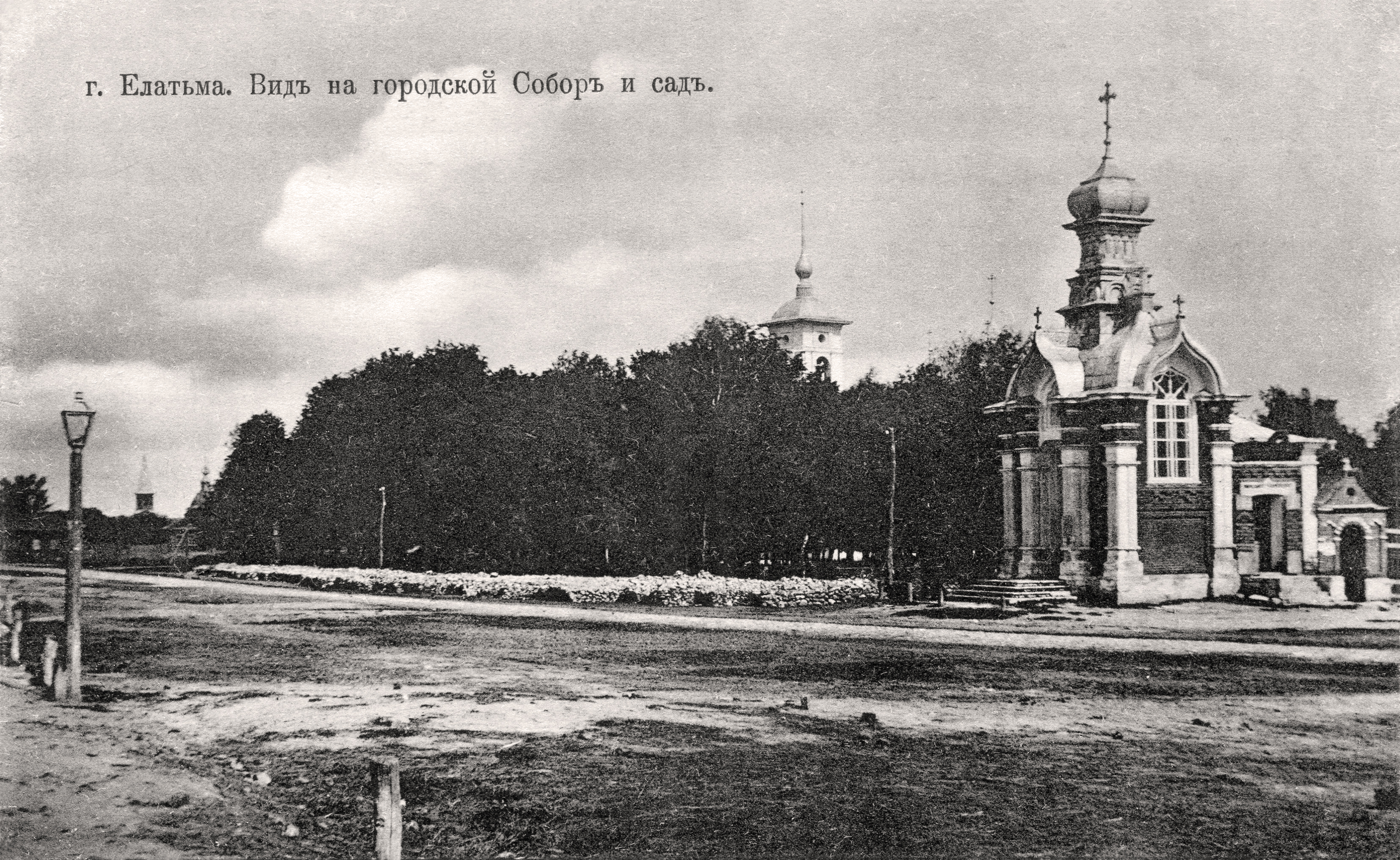
Часовня, городской собор и сад

Некогда (тогда ещё в уездном городе) действовало порядка 13 церквей, две мечети и одна синагога.
Ныне в посёлке располагаются православные церкви: Вознесенская, Всех Святых и Святой Троицы. Частично сохранились стены Ильинской, Рождествобогородицкой (Рождественской), Иоанно-Богословской (при мужской гимназии), Петропавловской (тюремной) и Архангельской (при больнице) церквей, в меньшей степени пострадала Воскресенская (Покровская) церковь. Полностью утрачены Спасо-Преображенский собор, Благовещенская, Введенская (Никольская) и Казанская церкви, часовня в память о погибших в Отечественной войне 1812 года.
В августе 2015 года на оставшемся после разрушения Казанской церкви пустыре была установлена часовня в честь Казанской иконы Божией Матери.
22 февраля 2020 года совершён первый молебен с водоосвящением в строящемся храме-часовне в честь священномученика Николая Касимовского и Елатомского (Правдолюбова).

### Памятник на братской могиле

Памятник на братской могиле

В расположенной в центре посёлка южнее площади Победы на крутом берегу бывшего крепостного рва рядом с яблоневым садом Елатомского пищекомбината и интерната братской могиле захоронены четверо земляков, погибших в ходе революционных событий.
Надпись на памятнике-обелиске гласит: «Вечная слава борцам, павшим за становление Советской власти. 1918 г.»
В ноябре и в марте вблизи монумента проводились мероприятия, приуроченные к очередным годовщинам Великой Октябрьской социалистической революции и момента установления Советской власти в Елатьме. В настоящее время памятник поддерживается преимущественно энтузиастами.

### Обелиск
Обелиск в память о погибших во время Великой Отечественной войны земляках был спроектирован местным учителем, художником и краеведом А. А. Александровским и построен к 20-летию Великой Победы. Надпись на фасаде: «Вечная слава героям, павшим в боях за честь, свободу и независимость нашей Родины. — 1941—1945 гг — Светлая память о вас будет вечно храниться в сердцах благодарных потомков». Надпись на южной панели монумента: «Победа в Великой Отечественной войне была одержана благодаря мужеству, стойкости и героизму советского народа, благодаря чуткому и умелому руководству коммунистической партии».
В 1985 году в ходе реставрационных работ была установлена выполненная К. И. Алиповым скульптурная композиция и обновлена надпись: «Землякам-елатомцам, павшим в боях за свободу и независимость нашей Родины».
Впоследствии в процессе очередной реконструкции монумента были добавлены мемориальные доски с фамилиями павших героев — всего с учётом сделанных дополнений 186 записей, сопровождённых новой лаконичной надписью: «Подвиг твой не забыт, память о тебе вечна».
Открытие обновлённого к 75-летней годовщине Победы памятника состоялось 23 декабря 2019 года. На восьми досках выгравированы 324 записи.

### Елатьма — родина Н. И. Грибкова
Николай Иванович Грибков родился 27(14 по ст. ст.).05.1908 в Елатьме. С 1916 по 1923 год учился в елатомской школе. Работал корреспондентом, а затем заместителем редактора газеты «Красный маяк». В рядах Красной Армии с ноября 1941 года. Капитан Грибков удостоен звания Героя Советского Союза за участие в боях 23-24 июня 1944 года в ходе освобождения Могилёвской области. После окончания Великой Отечественной войны продолжал службу в советской военной администрации в Австрии. В 1949 году окончил КУОС. Возглавлял Касимовский районный военный комиссариат, Чаплыгинский райвоенкомат Липецкой области. Подполковник Грибков вышел в запас в 1961 году. В 1962—1966 годы работал директором Елатомского пищекомбината. Став пенсионером, продолжал вести общественную работу, избирался депутатом Елатомского поссовета, был членом общества «Знание». Уделял много внимания воспитанию подрастающего поколения. Зажигал Вечный огонь у памятника-мемориала погибшим солдатам в соседнем городе Касимове. Умер 25 января 1989 года. Похоронен в Елатьме, где в честь него названа площадь, воздвигнута стела и установлен памятник. Почётный гражданин Елатьмы и города Горки (Белоруссия).

### Южная застава
В начале XX века у южной заставы располагались два увенчанных двуглавыми орлами пирамидальных столба. Аналогичная пара столбов была и у северной заставы — на въезде в Елатьму со стороны Иванчино. В ходе революционных событий все орлы были демонтированы, а сами столбы несколько пострадали.
С 1950-х годов вплоть до конца 1970-х немного южнее на въезде в Елатьму со стороны Инкино можно было увидеть две завершавшиеся шарами колонны на постаменте. В начале 1980-х годов они были заменены приземистой стелой с тамбовским вариантом исторического герба города Елатьмы. На обращённой к юго-западу стороне содержалась надпись-информация для прибывавших в посёлок: «Елатьма основана в 1381 году», на противоположной: «Счастливого пути!» — традиционное пожелание убывавшим. Данная стела была разобрана в конце тысячелетия после дорожно-транспортного происшествия.
Нынешняя стела вследствие расширения Елатьмы в связи со строительством жилого квартала была поставлена на новом месте.

### Стела «600 лет Елатьме»
Стела, спроектированная А. А. Александровским, построена в связи с отмечавшимся в 1981 году 600-летием Елатьмы. Чеканные работы по металлу выполнены К. И. Алиповым.
Вид стелы неоднократно изменялся в ходе ремонтных работ.
Существенная реконструкция была выполнена в 2020—2021 годы в преддверии 640-летия: обновлённая стела дополнена фонтаном, пешеходными дорожками и лавочками для отдыхающих.

### Смотровая площадка парка

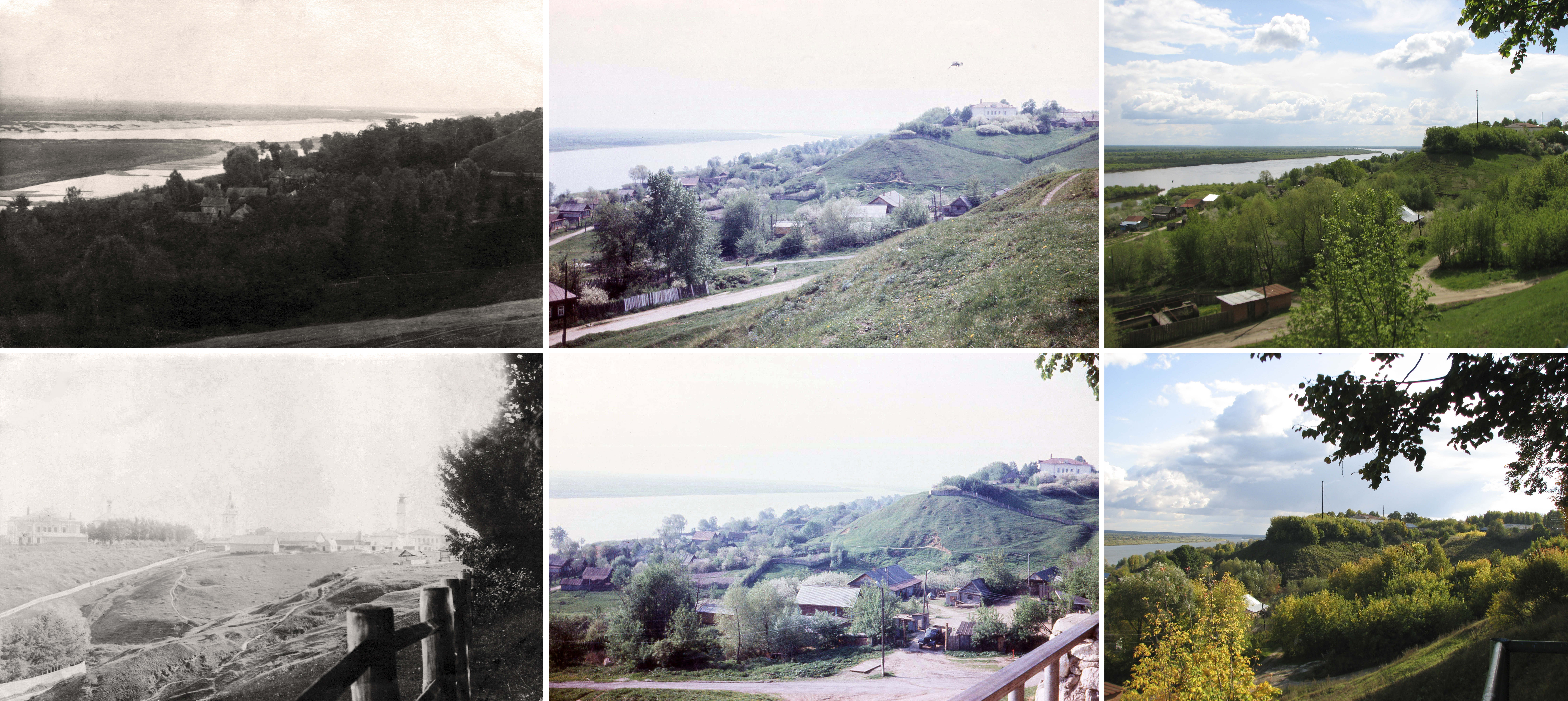
Вид на Оку и Рождественскую гору

Елатомский парк с необъятным видом на реку Оку и заречье стал популярным местом отдыха горожан с момента его закладки в середине XIX века — когда по прошествии некоторого времени 3 апреля 1849 года император Николай I рассмотрел фрагмент-«выкопировку» из плана города и затем утвердил положение Комитета Министров «Об оставлении устроенного на соборной площади в г. Елатьма, Тамбовской губернии, общественного сада с бульваром» (ПСЗРИ, 1849, Закон № 23165).
В 60-70-е годы XX века площадка представляла собой обнесённый с трёх сторон невысоким забором-штакетником деревянный настил, на котором стояло несколько лавочек. В первой половине 80-х годов она была основательно перестроена: увеличены размеры, сделано асфальтовое покрытие, ограждение выполнено в виде опиравшихся на столбы из крупных известняковых камней сварных конструкций прямоугольного металлического проката и труб — со стороны реки, и содержащего проходы каменно-цементного забора — с оставшихся трёх сторон. В начале третьего тысячелетия вместо обветшавшей и частично разрушившейся была сделана новая упрощённая ограда из металлических труб с деревянными навершиями на столбах, сохранившаяся по настоящее время. В 2022 году в процессе благоустройства парка на смотровой площадке вместо асфальта была уложена плитка.

### Памятник В. И. Ульянову (Ленину)

Памятник В. И. Ульянову (Ленину)

Памятник вождю пролетариата установлен в Елатьме в 1957 году, в связи с чем бывшая базарная площадь — здесь в 1827—1929 годы с 29 августа по 4 сентября устраивалась Предтеченская ярмарка — была переименована в площадь В. И. Ленина. Располагавшееся между памятником и главным корпусом торговых рядов пространство в начале 1970-х годов было заасфальтировано, став весьма популярным у местных велосипедистов. У памятника ежегодно совершались знаковые мероприятия: отмечались майские и ноябрьский праздники, принимали детей в октябрята и пионеры, а уже подраставшую молодёжь — в комсомол. В постсоветское время на площади стали устраиваться в тёплый период два раза в неделю базарные дни. КПРФ по традиции выполняет ограниченный набор в коммунистические молодёжные организации. В 2020—2021 годы осуществлено очередное преобразование площади в рамках кампании по формированию комфортной городской среды: разбиты новые газоны и клумбы, установлены фонари и лавочки, обновлено асфальтовое и плиточное покрытие, впервые в Елатьме массово уложен бордюрный камень и сделана вечерняя подсветка монумента. Памятник Ленину и сейчас является единственной в Елатьме статуей.

## Транспорт

### Муниципальный транспорт
Автобусным сообщением Елатьма связана с Касимовым и Рязанью. Наиболее часто выполняется рейс «Касимов — Новая деревня — Елатьма»; также существуют рейсы «Касимов — Любовниково — Елатьма» и «Касимов — Ардабьево — Елатьма». Рейс «Рязань — Елатьма» отправляется с автовокзала «Приокский» по пятницам, рейс «Елатьма — Рязань» — по пятницам и воскресеньям. Работает бесплатный паром через реку Оку.

### Экскурс в недалёкое прошлое елатомского транспорта
За трое суток из Москвы можно доехать в Мадрид, в Сухум, в Новосибирск, в Константинополь. И трое суток надо, чтобы добраться в город Елатьму, своей же Московской области…
— М. Е. Кольцов, «О маленьком городе»; 1936 год
После Великой Отечественной войны ситуация с транспортом в Елатьме несколько улучшилась: сюда уже можно было прилететь на самолёте, приехать на автобусе или приплыть на пароходе или теплоходе. Но Ока, дав жизнь Елатьме, по-прежнему оставалась её «парадным подъездом».
Речной транспорт
Речной пассажирский транспорт
Со времён царской России до середины 1970-х годов по Оке ходили пассажирские пароходы, начиная с 1950-х годов — проекта 737А. В 1950-е — 1970-е годы на втором этаже пристани круглосуточно работал зал ожидания. Со второй половины 1970-х годов по Оке теплоходами проекта 305 стали выполняться туристические рейсы, по расписанию прибывавшие к пристани Елатьма в два часа ночи и делавшие здесь получасовую остановку.
На линии «Горький — … — Муром — … — Елатьма — Касимов» использовались суда на подводных крыльях «Ракета». Пик пассажирской активности пришёлся на 1960-е — 1970-е годы: в летний период навигации первая «Ракета» отправлялась в 6 часов в сторону города Горького, далее с 8 часов до 18 часов каждые два часа следовали парные рейсы (вниз и вверх по течению реки), последняя «Ракета» прибывала к пристани снизу в 20 часов. Для ночёвки использовался отдельный открытый дебаркадер, так как пассажирский причал должен был оставаться свободным для пароходов и в ночное время. В 1980-е годы началось попарное сокращение рейсов «Ракет» в силу экономических причин — вследствие развития сети автомобильных дорог возросла конкуренция со стороны автотранспорта.
С середины 1970-х до конца 1980-х годов на линии «Шиморское — Елатьма» ходили теплоходы «Заря», в этот период ставшие базовым средством для доставки продуктов садоводства и огородничества и их продавцов на колхозный рынок города Выксы. До этого данную функцию выполнял катер.
Во второй половине 1970-х годов в течение нескольких навигаций на линии «Елатьма — Ватажка» использовался теплоход «Зарница».
Последний раз пассажирскую пристань приводили в Елатьму в 1992 году.
Речной грузовой транспорт
Вплоть до конца 1960-х годов по Оке ходили буксирные пароходы, тянувшие за собой вереницу баржей. С началом 1970-х им на смену пришли самоходные сухогрузы серии «Окский», в 1980-е годы постепенно уступившие первенство толкачам серий РТ и БТМ. Реже встречались буксир-толкач «Плотовод» (проект Р33), самоходная баржа-сухогруз «Ока» (проект Р-86А) и речной танкер ТН (проект 866).
Многие десятилетия в Елатьме действовал речной грузовой порт. Возили в основном известняковый щебень, каменный уголь, лес, торф и минеральные удобрения. Разгрузка выполнялась в прибрежную зону с помощью несамоходных плавучих кранов КПЛ-5. Для последующей погрузки на грузовые машины и трактора с прицепами применялся бульдозер-погрузчик ПБ-35 на базе трактора ДТ-54А. В связи со значительным грузооборотом активно использовался Каржевин извоз, реконструированный в начале 1970-х годов под большегрузные машины. На берегу в 1950-е — 1980-е годы располагался внушительных размеров сарай-склад для деликатных грузов, не допускавших хранение под открытым небом.
Паромная переправа
Транспортное сообщение через реку Оку существовало в Елатьме с дореволюционных времён. Согласно А. Ф. Леопольдову, в середине XIX века «какъ во время разлитiя полой воды, такъ и въ межень, переправа чрезъ Оку производится посредствомъ парома». Во второй половине 1960-х годов первоз располагался в верхней по течению реки части Елатьмы, в 1970-е годы он переместился на верхнюю часть острова Бык, в настоящее время находится напротив границы между Елатьмой и Иванчино. Сначала использовался несамоходный паром-баржа, приводимый в движение небольшим катером-буксиром, а в конце 1970-х годов появился самоходный паром (Паром-7, Паром-90). Долгое время в Елатьме действовал и частный перевоз для пассажиров.
На Оке близ Елатьмы иногда можно было увидеть

Земснаряды на Оке у Елатьмы

- Земснаряд, занимавшийся углублением фарватера реки. Многочерпаковый земснаряд местные жители имели обыкновение называть «землечерпалкой», а землесосную разновидность — «грязнухой». Именно ей елатомцы обязаны регулярным наличием вплоть до середины 1980-х годов протяжённого пляжа «от пристани до острова».
- Самоходный плавмагазин ПМ (он же плавучий магазин, простонародное название — «плывучка»), обслуживавший водников Московского речного пароходства и жителей селений вблизи пристаней.

Авиационный пассажирский транспорт
Рейс «Рязань (аэропорт Турлатово) — Елатьма» обслуживали самолёты Ан-2; время в полёте составляло 45 минут. В летние месяцы в светлое время суток выполнялось до четырёх рейсов, в зимние месяцы — один рейс, во время весенней и осенней распутицы полётов не было. Авиалиния «Рязань — Елатьма» функционировала с начала 1960-х годов до конца 1980-х. Формальным поводом для прекращения авиационного сообщения с Елатьмой послужили земляные работы, активно выполнявшиеся здешним заводом в непосредственной близости к аэродромному полю. А через пару лет в силу экономической нецелесообразности местные авиалинии прекратили действовать и по всей Рязанской области.
Автобусное сообщение
В 1970-е — 1980-е годы выполнялся ежедневный рейс «Рязань (автовокзал Центральный) — Елатьма». Изначально рейс выполнялся автобусами ЛАЗ-695Б. С середины 1970-х годов на линию вышли междугородние автобусы Ikarus-250, Ikarus-255 и Ikarus-256, а в 1990-е годы к ним добавился ЛАЗ-699Р. Рейс был отменен в силу неэффективности использования автобуса — прибывал в Елатьму примерно в 3 часа, а отправлялся обратно в полдень. После перерыва рейс стал выполняться нерегулярно: отправлялся из Рязани (с автовокзала Центральный, а впоследствии — Приокский) в пятницу, а из Елатьмы — в пятницу и в воскресенье. В 2020 году из-за невостребованности прямой рейс в областной центр был отменён, но в 2021 году восстановлен.
Большое количество автобусных рейсов традиционно выполнялось на линии «Касимов — Елатьма». В 1960-е годы использовался ЗиЛ-158, с начала 1970-х годов линию обслуживали автобусы ЛиАЗ-677, а с конца 1970-х к ним подключился Ikarus-280. В середине 1990-х перешли на автобусы ПАЗ-3205 и ПАЗ-4234.
В июне 2021 года после нескольких десятилетий безупречной работы была закрыта автостанция «Елатьма».
Железнодорожный транспорт, или несостоявшаяся мечта

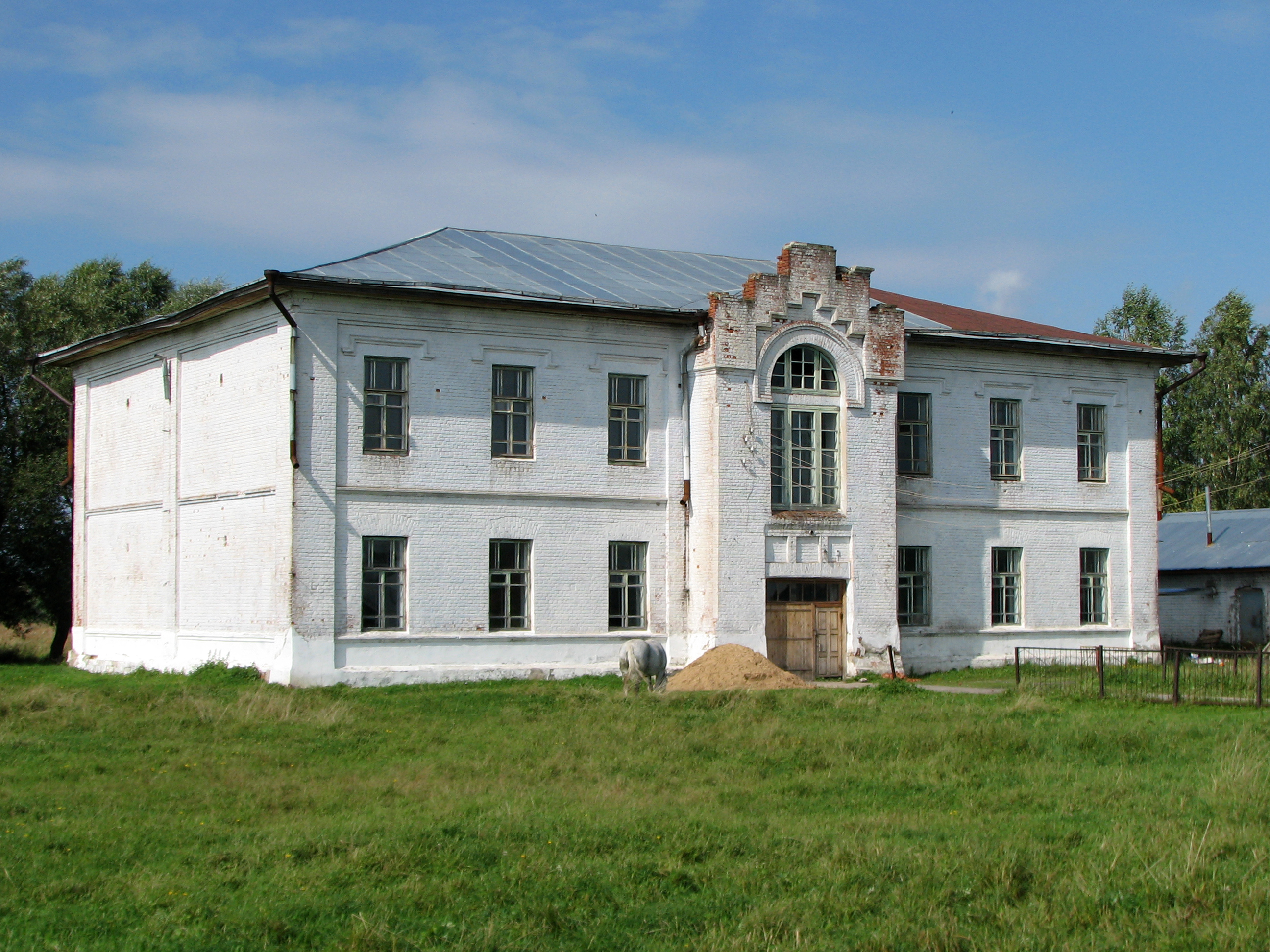
Дошкольный детский дом

Впервые вопрос о соединении Мурома с Москвой железной дорогой был поставлен в 1849 году, то есть тогда, когда в восточном от столицы направлении не было уложено ни одной версты рельсового пути. С предложением об устройстве железной дороги от Москвы до Елатьмы (через Муром) выступил отставной поручик А. А. Вонлярлярский. Однако разрешения на работы не получил, что, впрочем, его не убедило в безнадёжности этого предприятия. Несколько позже, в 1852 году он вновь беспокоит главноуправляющего путей сообщения и публичных зданий аналогичным предложением, но просит разрешить строительство железной дороги если не до Елатьмы, то хотя бы до Мурома. Но и это ходатайство осталось без удовлетворения. В 1862 году дорога через Муром с продолжением до Нижнего Новгорода была построена, но строительство ветки до Елатьмы не было реализовано.
13 ноября 1869 года разрешено было инженеру Эвальду произвести, на собственный счёт, изыскания для железной дороги от Москвы до Симбирска, через города. Егорьевск, Касимов, Елатьму, Ардатов, Арзамас и Алатырь. Благоприятного результата не последовало.
На рубеже XIX и XX веков существовал железнодорожный проект с Высочайше утверждённой Государем Николаем II схемой узкоколейки Рязань — Тума — Касимов — Елатьма (1899—1904 годы; ПСЗРИ, 1901, Закон № 20277)). Часть трассы этой узкоколейки проходила по населённой местности Касимовского уезда, параллельно Касимовского большого тракта вблизи Баташёвского железоделательного завода и пристани Забелино, а от Касимова она направлялась тоже по очень населённым местам к городу Елатьма на реке Оке. На всём протяжении железной дороги предполагалось устроить три станции, пять полустанций и три разъезда. Наибольший перегон между станциями и разъездами не более 15 вёрст. Станциям Касимов и Елатьма предстояло располагаться возле самих городов и иметь с улицами этих городов хорошее сообщение… В итоге и этот проект по ряду причин не был реализован.
В дополнении к утверждённому 14 мая 1913 года уставу общества Московско-Казанской железной дороги упоминалось обязательство по первому требованию правительства соорудить и использовать ряд новых железнодорожных линий, в том числе Рузаевка — Краснослободск — Темников — Елатьма — Черусти.
5 февраля 1914 года на чрезвычайной сессии Елатомского уездного земского собрания был заслушан доклад по вопросу железнодорожной линии Моршанск — Сасово — Елатьма с выходом на железнодорожный мост через реку Оку под Елатьмой, которая могла бы стать органичным дополнением к существовавшему в правлении Общества Московско-Казанской железной дороги проекту подъездного пути Муром — Меленки — Елатьма — Касимов. Одним из преимуществ данного подхода было получение огромного транспортного железнодорожного пути, соединяющего мировой торговый город Нижний Новгород с югом России прямой железнодорожной линией, проходящей по густонаселённой и на большом пространстве покрытой лесами местности. Но и эта инициатива не получила дальнейшего развития вследствие начала Первой мировой войны.
Железнодорожный транспорт не пришёл в Елатьму. Впрочем, в начале XX века на её западной окраине было построено здание, предназначавшееся для железнодорожного вокзала. Некоторое время в нём поочерёдно размещались райвоенкомат, общежитие СПТУ, а теперь — спальный корпус детского дома. К зданию ведёт улица — бывшая Рождественская, ныне Красноармейская.

## Климат
Елатьма расположена в зоне Dfb умеренного (влажного) континентального климата (см. также внутриконтинентальный климат умеренных широт): лето тёплое — возможен зной почти до +40 °C в тени, зима умеренно холодная — в суровые зимы по ночам температура может опускаться ниже −40 °C. Согласно данным за весь период наблюдений, усреднённое по 25-летиям годовое количество осадков находится в диапазоне от 500 до 700 мм.
| Показатель                    | Янв.  | Фев.  | Март  | Апр. | Май  | Июнь | Июль | Авг. | Сен. | Окт.  | Нояб. | Дек.  | Год   |
| ----------------------------- | ----- | ----- | ----- | ---- | ---- | ---- | ---- | ---- | ---- | ----- | ----- | ----- | ----- |
| Абсолютный максимум, °C       | 5,8   | 7,3   | 17,6  | 26,6 | 34,2 | 36,6 | 38,3 | 39,3 | 31,5 | 24,2  | 14,8  | 8,5   | 39,3  |
| Средний суточный максимум, °C | −7,4  | −6,4  | 0,0   | 10,1 | 18,8 | 22,8 | 24,8 | 23,0 | 16,6 | 8,1   | 0,2   | −4,8  | 8,9   |
| Средняя температура, °C       | −10,6 | −10,3 | −4,2  | 5,2  | 13,0 | 17,1 | 19,1 | 17,2 | 11,3 | 4,4   | −2,3  | −7,6  | 4,4   |
| Средний суточный минимум, °C  | −14   | −14,1 | −8,1  | 1,1  | 7,5  | 11,4 | 13,7 | 12,1 | 7,1  | 1,4   | −4,7  | −10,5 | 0,3   |
| Абсолютный минимум, °C        | −42,9 | −39   | −31,6 | −21  | −5,1 | −2,7 | 2,1  | 0,0  | −7,7 | −20,9 | −31   | −41,6 | −42,9 |
| Норма осадков, мм             | 40    | 33    | 30    | 35   | 44   | 59   | 74   | 63   | 55   | 55    | 48    | 47    | 583   |
| Источник: Climatebase.ru      |       |       |       |      |      |      |      |      |      |       |       |       |       |

| Показатель                    | Янв.  | Фев.  | Март | Апр. | Май  | Июнь | Июль | Авг. | Сен. | Окт. | Нояб. | Дек. | Год |
| ----------------------------- | ----- | ----- | ---- | ---- | ---- | ---- | ---- | ---- | ---- | ---- | ----- | ---- | --- |
| Средний суточный максимум, °C | −5,5  | −4,9  | 1,4  | 11,5 | 19,6 | 23,1 | 25,2 | 23   | 16,6 | 8,6  | 0,1   | −4,3 | 9,5 |
| Средняя температура, °C       | −8,5  | −8,7  | −2,8 | 6,3  | 13,3 | 17,1 | 19,3 | 17,1 | 11,4 | 5    | −2,3  | −7   | 5   |
| Средний суточный минимум, °C  | −11,5 | −12,2 | −6,5 | 1,9  | 7,5  | 11,9 | 14   | 12,2 | 7,3  | 2,1  | −4,5  | −9,8 | 1   |
| Норма осадков, мм             | 46    | 39    | 32   | 36   | 39   | 73   | 70   | 72   | 56   | 62   | 51    | 53   | 629 |
| Источник: Погода и климат     |       |       |      |      |      |      |      |      |      |      |       |      |     |

## Природа в окрестностях Елатьмы

### Памятник природы «Лес Паника»
Географические координаты: 54°59′58″ с. ш. 41°44′57″ в. д.
Памятник природы регионального значения площадью 132 гектара учреждён постановлением администрации Рязанской области. Согласно паспорту на памятник природы, вдоль верхней опушки установлена охранная зона площадью 87 гектаров.
Ранее в пределах этой территории решением Рязанского облисполкома учреждён памятник природы «Участок леса (дубрава) по левому берегу реки Оки» площадью 121 гектар.
Основные объекты охраны: редкий на востоке области тип широколиственных лесов с ясенем, редкие виды животных и растений, занесённые в Красную книгу Российской Федерации (кулик-сорока, белощёкая крачка, венерин башмачок настоящий) и в Красную книгу Рязанской области (ушастая сова, подлесник европейский, двулепестник парижский, манник дубравный, осока раздвинутая, любка зелёноцветковая) и места их обитания.
Один из родников почитаем местными жителями как святой источник.
На территории природного памятника находятся археологические памятники «Верхняя Козлань III» (эпоха бронзы) и «Иванчино I» (ранний железный век).

### Памятник природы «Ласинский лес»
Географические координаты: 55°03′36″ с. ш. 41°43′47″ в. д.
Памятник природы регионального значения учреждён постановлением администрации Рязанской области, площадь — 354 гектара. Согласно паспорту на памятник природы, вдоль верхней и нижней опушек леса установлена охранная зона площадью 492 гектара. Ранее в пределах этой территории решением Рязанского облисполкома был учреждён памятник природы «Участок леса по левому берегу Оки с хорошо сохранившимся реликтовым типом леса с ясенем и клёном» площадью 100 гектаров.
Основные объекты охраны: редкий на востоке области тип широколиственных лесов с ясенем, популяции и места обитания редких видов растений, в том числе занесённых в Красную книгу Российской Федерации (водяной орех) и Красную книгу Рязанской области (осока раздвинутая, любка зеленоцветковая, овсяница высокая, двулепестник парижский, хохлатка Маршалла, зубянка пятилистная, пупочник ползучий), ископаемая фауна головоногих моллюсков юрского периода.

### Памятник природы «Озеро Белое»
Географические координаты: 55°01′17″ с. ш. 41°50′56″ в. д.
Памятник природы регионального значения площадью 81 гектар учреждён постановлением администрации Рязанской области. Паспортом памятника природы определена охранная зона в 300-метровой полосе по периметру озера.
Основное назначение памятника природы — поддержание удовлетворительного состояния видов растений и животных, занесённых в Красную книгу Российской Федерации (водяной орех, русская выхухоль). Озеро имеет водоохранное, ресурсосберегающее, рекреационное, эстетическое значение.

### Памятник природы «Зерново»
Географические координаты: 55°01′45″ с. ш. 41°56′32″ в. д.
Памятник природы регионального значения учреждён постановлением администрации Рязанской области на землях Касимовского лесхоза (63, 71, 72, 81 кварталы Белоозёрского лесничества) общей площадью 354 гектара. Ранее в пределах этой территории решением Рязанского облисполкома были организованы четыре небольших заказника: «Озёрново II» (15 гектаров), «Зерново» (8,4 гектара), «Озёрново» (15,2 гектара) и «Мохово» (15,9 гектара), представляющие собой фрагменты единого болотно-озёрного комплекса.
Основное назначение памятника природы — поддержание и при необходимости восстановление удовлетворительного состояния следующих объектов охраны: лесного болотного комплекса разных сукцессионных стадий, смешанных лесов с участием ели обыкновенной, популяций и мест обитания видов животных, занесённых в Красную книгу Рязанской области (серый журавль, веретеница ломкая), мест обитания водоплавающей дичи. Зерново — единственное в Белоозёрском лесничестве озеро термокарстового происхождения с хорошо развитой сплавиной, оно представляет собой живописный природный ландшафт.

## Известные люди

### Почётные граждане Елатьмы
Почётный гражданин Елатьмы — почётное звание, присваиваемое гражданам Российской империи или современной Российской Федерации в целях признания выдающихся заслуг перед Елатьмой.

### Елатомские воеводы
- 1540, август — Троекуров-Ахмет Михаил Михайлович, первый воевода в Елатьме
- 1544 — Одоевский Фёдор Иванович, первый воевода в Елатьме, откуда ходил в поход, как один из воевод на Казань
- 1544, январь — Очин-Плещеев Иван Григорьевич, второй воевода в Елатьме
- 1544 — Басманов Алексей Данилович, третий воевода в Елатьме
- 1550 — Курлятев-Оболенский Константин Иванович
- 1665 — Беклемишев Фома Константинович

### Известные уроженцы
- Иосия (Самгин) — иеромонах
- Иоанникий (Орловский) — архимандрит, префект и ректор Александро-Невской славяно-греко-латинской семинарии
- Леман, Юрий Яковлевич (1834—1901) — русский живописец
- Граве, Леонид Григорьевич (1842—1891) — русский поэт
- Михаил (Грибановский) (1856—1898) — епископ Таврический и Симферопольский, богослов, духовный писатель, прототип рассказа А. П. Чехова «Архиерей»
- Бабин, Алексей Васильевич (1866—1930) — историк и библиограф[139]
- Кандидов, Павел Петрович (1867—1918) — российский государственный деятель
- Успенский, Вячеслав Павлович (1880—1929) — революционер, издатель и редактор
- Шелоумов, Пётр Михайлович (1882—1952) — инженер и изобретатель
- Бельке, Витольд Францевич (1893—1972) — преподаватель математики
- Алексеев, Иван Васильевич (1902—1982) — партийный деятель
- Кандидов, Борис Павлович (1902—1953) — антирелигиозник, автор работ по истории Русской Церкви
- Грибков, Николай Иванович (1908—1989) — Герой Советского Союза
- Трунин, Николай Петрович (1920—2007) — учитель и книголюб
- Зубарев, Вадим Иванович (1933—1996) — русский поэт

### Известные жители и земляки                           Грязнов Геннадий Иванович (1941-2017)-поэт и краевед
- Попов, Иван Павлович (1915—1996) — историк
- Лизоркин, Пётр Иванович (1922—1993) — математик
- Рыженков, Георгий Дмитриевич (1924—2004) — лесничий и писатель
- Самсонов, Владимир Павлович (1928—2017) — учёный-растениевод[140]
- Жильцов, Владимир Иванович (1946—2010) — поэт и правозащитник

## Названо в честь Елатьмы

### Аммонит Елатьмы, он же «Амонус Елатмус»

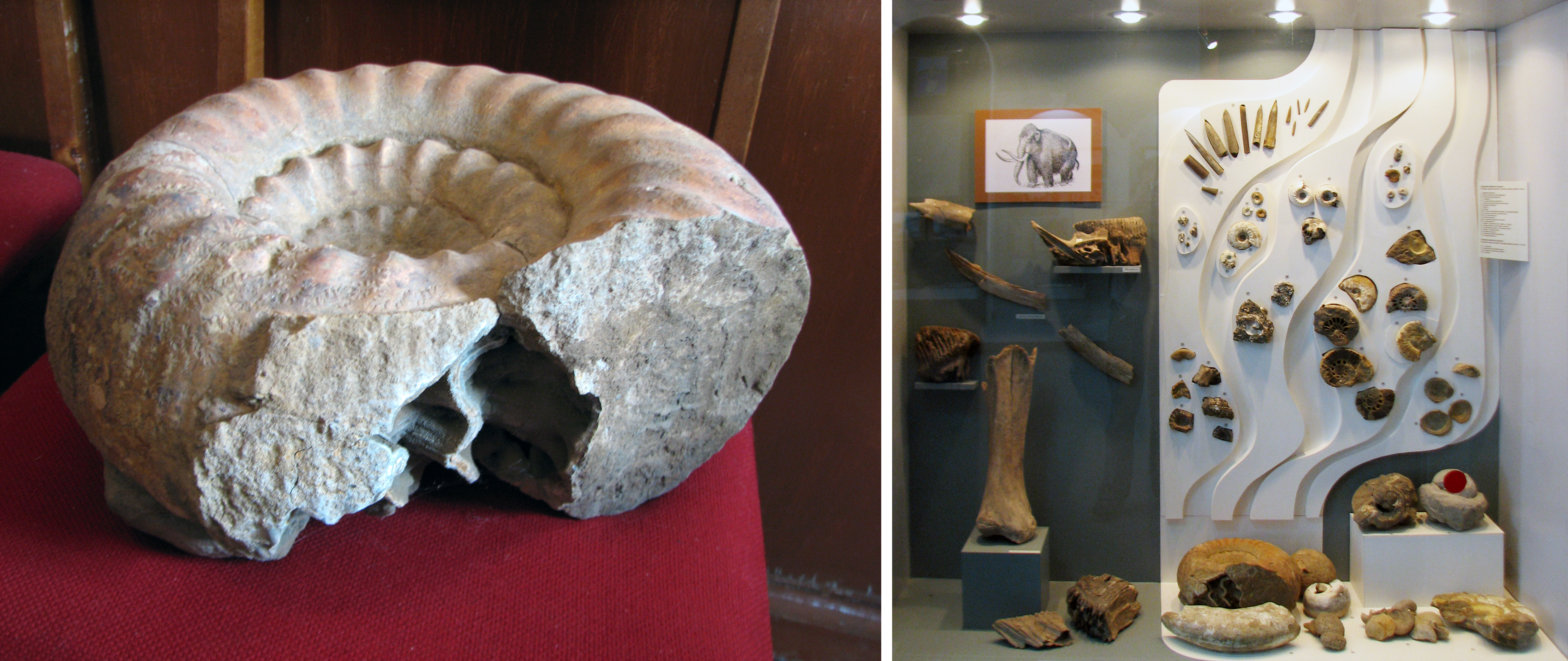
Аммонит Елатьмы

… в оврагах вправо от Елатьмы нашёл ту настоящую Мурчисоновскую юрскую формацию. Бездна ископаемых, не успеваем собирать. Бездна Gryphaea, Ammonites, Bel[emnites] покрывают берег и все в великолепных экземплярах, особенно аммониты…
— Н. П. Вишняков, 1874 год
На протяжении полутора столетий окрестности Елатьмы привлекали взоры учёных-профессионалов и любителей изобилием легкодоступных ископаемых юрского периода.
Из исследователей XIX века в дополнение к уже процитированному здесь Н. П. Вишнякову упомянем майора Штаба Горных инженеров А. И. Оливьери, сообщившего первые сведения о слагающих левый берег Оки между Касимовым и Муромом породах (1838 год); немецкого геолога Л. Фон Буха, давшего первые определения ископаемых из Елатьмы (1840 год); английского геолога Р. И. Мурчисона, побывавшего на юрских разрезах Елатьмы в ходе организованной им экспедиции в Россию (1840-41 годы), вкупе с французским палеонтологом А. д’Орбиньи, обрабатывавшим собранные в окрестностях Елатьмы окаменелости (1845 год); геолога Г. А. Траутшольда, предпринявшего в окрестностях Елатьмы геолого-палеонтологические исследования (1861 год), а также химика и минералога И. Р. Германа, определившего состав собранного в их процессе песчаника; горного инженера Н. А. Кулибина, давшего описания разреза у Елатьмы и новых обнажений у д. Ласино и Антоновой пустоши (1866 год), и палеонтолога Э. И. Эйхвальда, который сделал своё заключение о возрасте этих отложений; геолога А. Ю. Дитмара, по поручению Санкт-Петербургского минералогического общества проводившего исследования во Владимирской губернии и граничащем с ней Елатомском уезде Тамбовской губернии (1871 год).
Отечественный геолог С. Н. Никитин дал наиболее обоснованное описание разреза у г. Елатьмы. В 1878 году учёный выделил новый вид аммонита Amaltheus elatmae, характеризующий «собою юрские пласты с Cosm. Jason близ Елатьмы». Также он наблюдал серую глину с известковыми конкрециями и аммонитами Stephanoceras elatmae.
Многочисленные современные исследователи тоже признавали, что «среди среднеюрских отложений Центральной России келловейские разрезы на левом берегу Оки в окрестностях бывшего города Елатьма (ныне п. г. т. Касимовского района Рязанской области) являются наиболее известными и представительными по таксономическому разнообразию и количеству сохранившихся в них остатков беспозвоночных, прежде всего аммонитов». В 1957 году Н. Т. Сазонов, характеризуя юрские разрезы центральных областей Восточно-Европейской платформы, привёл, в том числе, и описание разреза у Елатьмы, в котором выделял нижний, средний, верхний келловей, нижний и верхний оксфорд. Из келловея этого разреза им описаны и изображены известные виды, в частности, Cadoceras elatmae (Nikitin). В 1965 году Н. Т. Сазонов описал из келловея Елатьмы 12 видов аммонитов, среди которых несколько новых — Elatmites nikitinoensis, Volgaites elatmensis и другие.
Наиболее доступное место, располагавшееся на границе Инкина и Елатьмы и на протяжении десятилетий называвшееся местными жителями Каменка, с конца 1980-х годов оказалось почти полностью задернованным — за исключением бичевника — и практически перестало быть перспективным для исследования.

### Село Елатомка
В Оренбургской губернии в 1797 году переселенцами из села Царёво (Беляково) Елатомской округи Тамбовского наместничества основано село Староверская Елатманка. Затем поселение разделилось на Елатманку и Староверовку (ныне посёлок Октябрьский). В списке населённых пунктов на 1910 год Елатманка значится как село Бугурусланского уезда, расположенное на реке Мочегай. В архивных документах за 1931 год село впервые именуется уже как Елатомка (а не Елатманка) Бугурусланского района.

### Буксирный пароход «Елатьма»
Класс: буксиры паровые. Мощность 235 л. с. Построен в Нижнем Новгороде на заводе Курбатова в 1897 году. Зарегистрирован в Речном Регистре РСФСР, регистрационный номер 005872. Места приписок: на январь 1955 года — Шиморское, под названием «Реконструкция»; с июня 1956 года — Касимов, под названием «Елатьма». Списан в мае 1960 года. Текущее состояние: разрезан (утилизирован).

### Сухогруз «Елатьма»
Проект 21-88, тип Калининград; сухогрузный теплоход грузоподъёмностью 2000 тонн. Построен: 1966 год. Место постройки: Словакия, г. Комарно (Slovenske Lodenice n.p. Komarno). Строительный №: 1156. Места приписок: на январь 1993 года — Омск, под названием «Елатьма»; 1994 год — Клайпеда, под названием «Elatma». Владелец: ГП «Иртышское речное пароходство МРФ РСФСР». Оператор: ГП «Омский судостроительно-судоремонтный завод ИРП МРФ РСФСР». Регистрация: РР РСФСР. Регистровый №: 140271. Формула класса: О-ПР2,0. Перегон Омск — Клайпеда состоялся в августе — октябре 1993 года. Списан: 04.04.1994 (затонул в Северном море в 20 милях от побережья Нидерландов).
Характеристики: длина — 103,5 м; ширина — 12,4 м; высота борта — 4,89 м; высота габаритная — 11,67 м; водоизмещение при загрузке — 2800 т; осадка при загрузке — 2,84 м; скорость при загрузке — 20 км/ч.

### Улицы в других населённых пунктах
- г. Сасово, ул. Ново-Елатомская